# Ayamonte
Ayamonte es una ciudad y un municipio español ubicado en la provincia de Huelva, Andalucía, situado junto a la desembocadura del río Guadiana, en la frontera con Portugal. Con una población de 21 622 habitantes (INE 2024), una superficie de 141,29 km², y una densidad de población de 145,27 hab./km². Se encuentra a 41 km de Huelva, la capital provincial, y a 127 km de Sevilla, la capital autonómica. Cabeza del partido judicial homónimo, se encuentra situado en el extremo occidental de la comarca de la Costa Occidental de Huelva.
Sus orígenes se remontan a época fenicia, habiendo sido lugar de asentamiento de romanos, árabes, portugueses y castellanos. A partir del siglo XVI, la ciudad se convirtió en uno de los puntos comerciales y políticos más importantes de la provincia, beneficiándose, además, de importantes relaciones comerciales y económicas con las colonias españolas en América.
En la actualidad, el tradicional sector pesquero y conservero, motor económico de la zona en el siglo XX, ha dado paso al desarrollo de otros sectores económicos en la localidad, principalmente el sector turístico, convirtiéndose el municipio en un destacado destino turístico de Andalucía, tanto por las playas de Isla Canela, como por el importante patrimonio monumental e histórico existente en la ciudad, además de por la cercanía del Algarve portugués, con el que Ayamonte se encuentra conectado por el Puente Internacional del Guadiana.

## Toponimia
Existen diversas teorías sobre el origen de la ciudad, así como acerca de su topónimo:
1. En el Diccionario Geográfico - Histórico de la España Antigua, se planteaba que el nombre de la ciudad podía provenir de "Anapote" o "Anapotemon".[3]

“Arábiga la una y latina la otra, y ambas descriptivas del lugar, que podrían ser, allí según los léxicos, la primera alusiva a los esteros ó lagunas, allí tan notables, y á la altura ó monte en que la población se halla constituida, la segunda”
Amador de los Ríos

1. Otra teoría, explica el origen del nombre de la ciudad a través del vocablo prerromano "Aya", de origen íbero, y que significa "monte", "sitio elevado" o "colina", que se fusionaría con el término de origen latino "montis", de ahí Ayamonte.[4][5]
2. Por otro lado, hay autores que sitúan el origen del término en la Edad Media, en el contexto de la conquista de la villa a los árabes por parte de Sancho II de Portugal en 1239, siendo en la carta de cesión del castillo a la Orden de Santiago por parte del monarca portugués, la primera vez que se menciona el nombre de "Ayamonte".[6]

Ya en el siglo XVII, según escritos del erudito Rodrigo Caro, fechados en 1634, se menciona el Itinerario de Antonino Pío (siglo IV d. C.), en el que comenzaba en este lugar un camino hacia Mérida, nombrándose este lugar como Boca del Guadiana "Item abs ostio fluminis Anae Emeritam Usque".
Por otro lado, en la obra Atlante Español o Descripción general geográfica, cronológica e histórica de España por reynos y provincias, impreso en Madrid entre 1778 y 1795, se especifica que la villa de Ayamonte fue fundada por los fenicios, llamándola Tiro, y posteriormente, cambiando su nombre a Seria; mientras que en tiempos de los romanos fue conocida como Fama Julia.

## Símbolos
La heráldica municipal de Ayamonte muestra un castillo de oro mamposteado de sable, resaltada su puerta de un arbusto de oro con ramas y hojas de sinople, con las raíces al exterior, y se acompaña de una rama de laurel y de una palma, cruzadas y atadas en punta, en sus colores. Las Ordenanzas Municipales de 1880 describen el escudo de Ayamonte de esta forma: "El blasón de sus armas es de tiempo inmemorial un castillo en campo azul, con una adelfa en la puerta del castillo, y en la parte superior, una vara de laurel arqueada".

## Geografía

### Localización geográfica
El municipio se encuentra en el litoral onubense, a orillas del océano Atlántico, y se extiende a lo largo del margen del río Guadiana, que a su vez, marca la frontera con Portugal. La altitud media del municipio sobre el nivel del mar es de 3 m, si bien la altitud máxima es de 63 m, en la colina del Parador, donde se ubicó el castillo medieval de la ciudad. A su vez, está conectado con el Algarve portugués a través del Puente Internacional del Guadiana.
| Noroeste: Castromarín (Portugal)                                   | Norte: San Silvestre de Guzmán y Sanlúcar de Guadiana | Noreste: Villablanca y Lepe               |
| Oeste: Castromarín y Villarreal de San Antonio (ambas en Portugal) |                                                       | Este: Isla Cristina                       |
| Suroeste: Villarreal de San Antonio (Portugal) y océano Atlántico  | Sur: Océano Atlántico                                 | Sureste: Isla Cristina y océano Atlántico |

### Entorno humano

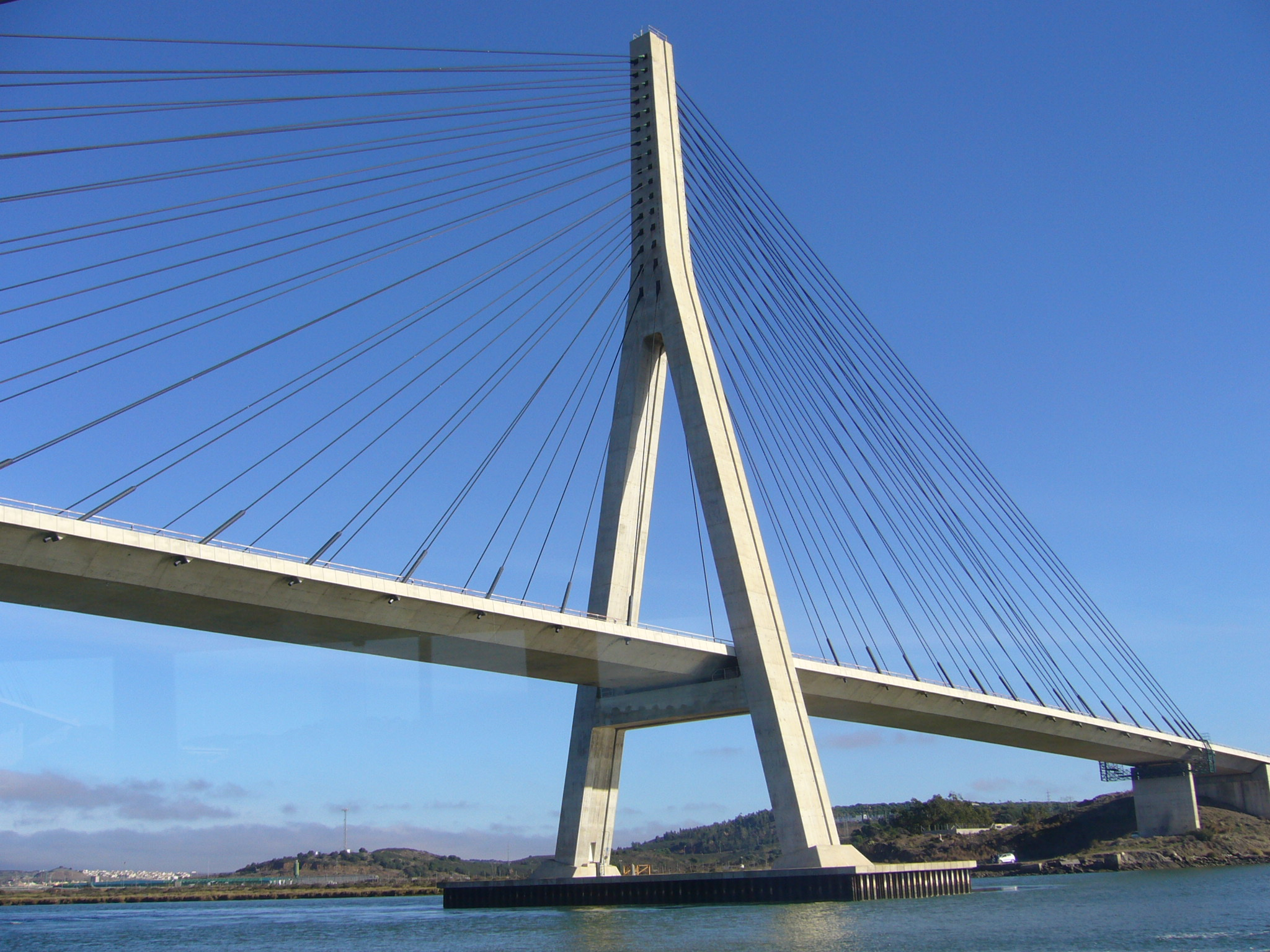
Puente Internacional del Guadiana.

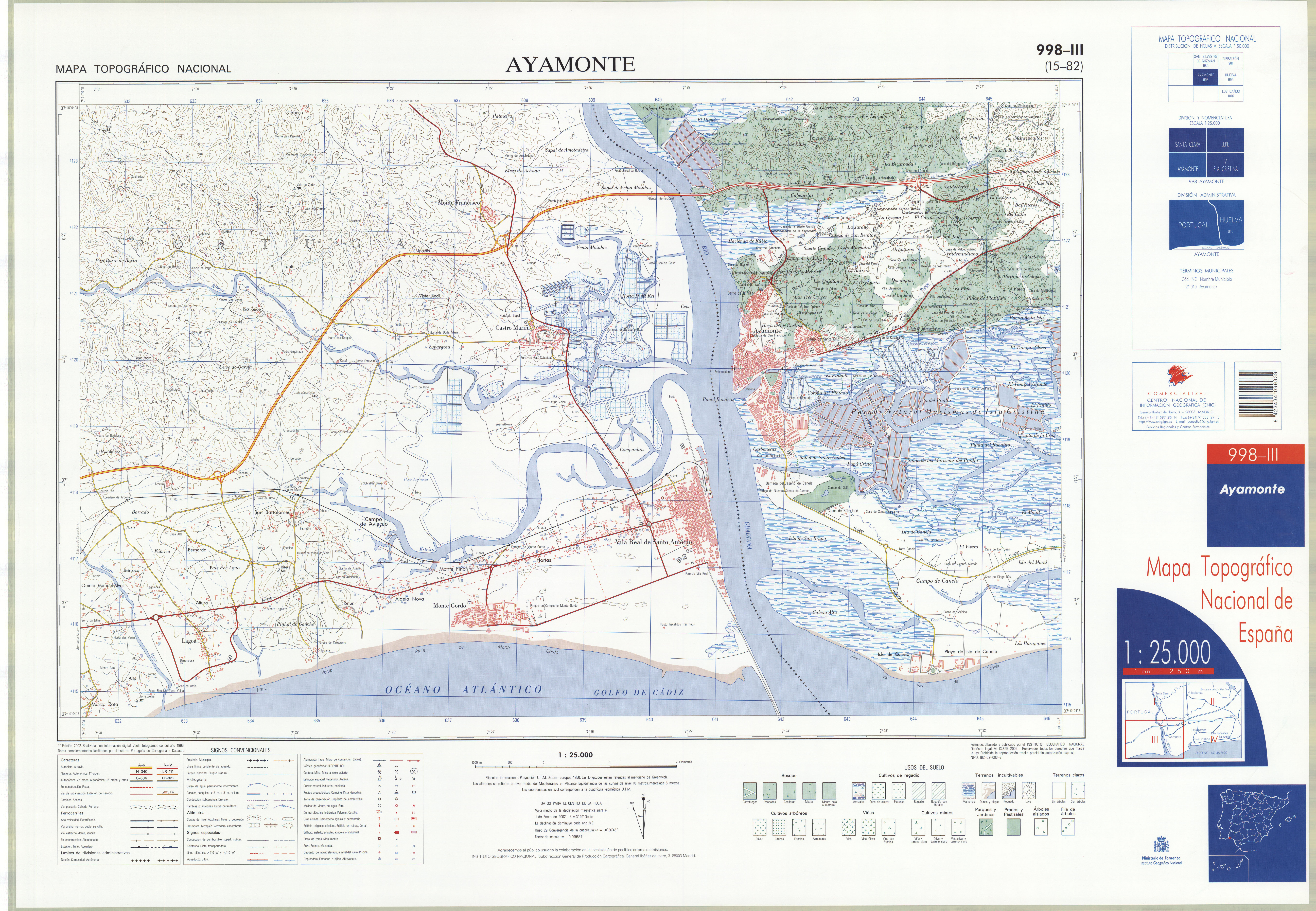
Mapa topográfico de Ayamonte.

El municipio consta de varios núcleos poblacionales diferenciados entre sí. El más poblado de ellos, y que da nombre a todo el municipio, es el propio núcleo de Ayamonte, ubicado a orillas del río Guadiana, enfrente de la localidad portuguesa de Castromarín. Este núcleo poblacional a su vez, está conformado por diferentes barrios, siendo el más antiguo de ellos, y germen de la localidad, el barrio de la Villa, donde surgió la ciudad a raíz del emplazamiento del castillo. Así mismo, podemos calificar al también histórico barrio de la Ribera como el centro de la ciudad, al ubicarse en él los principales servicios económicos, comerciales y administrativos. Por otro lado, existen barrios surgidos en el siglo XX como "Federico Mayo" o el barrio del Salón de Santa Gadea, un auténtico ensanche de la localidad construido en la segunda mitad del siglo XX con un trazado de grandes avenidas emplazado en un entorno rodeado de marismas y caños del estuario del río Guadiana.
Por otro lado, encontramos otros núcleos poblacionales, como Punta del Moral, una pedanía de Ayamonte ubicada en la zona oriental de Isla Canela, y muy cercano en distancia al municipio vecino de Isla Cristina, con gran importancia para el sector terciario dada la gran importancia económica y laboral que adquiere el turismo de sol y playa en épocas estivales en las zonas costeras del municipio. También en la isla de Canela, existe la "Barriada de Canela", muy cercana al núcleo principal de Ayamonte, únicamente separada de él por un brazo del río.
Finalmente, a unos 7 km del núcleo poblacional principal, Pozo del Camino se constituye como una pedanía ubicada en la frontera de los términos municipales de Ayamonte y de Isla Cristina, administrando cada uno de estos ayuntamientos la parte que les corresponde. Además, Ayamonte es cabeza del partido judicial homónimo de la provincia de Huelva, que incluye los municipios de Isla Cristina, Lepe, Cartaya, Villablanca, San Silvestre de Guzmán y Sanlúcar de Guadiana.

### Entorno natural

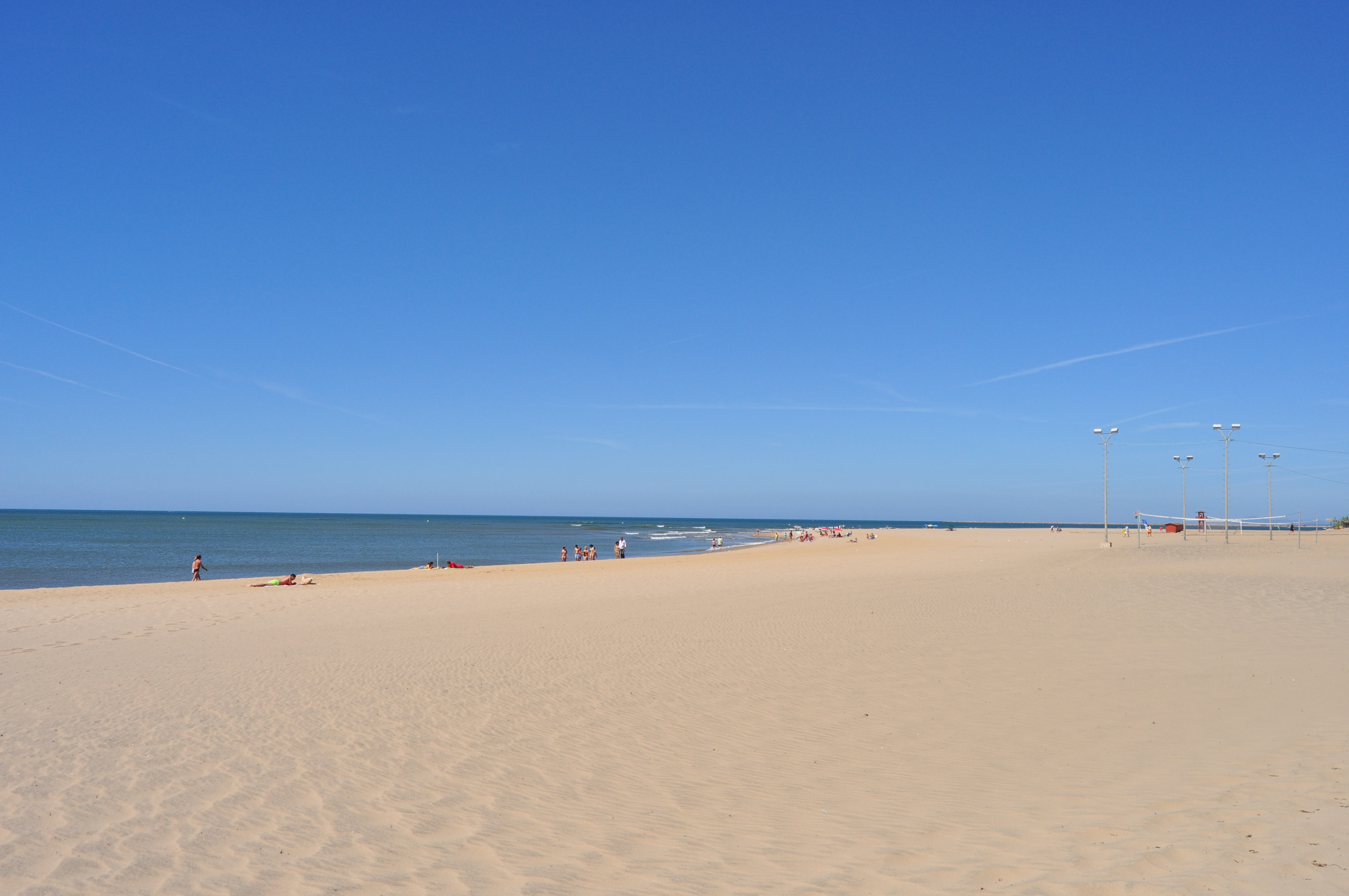
Playa de Isla Canela.

Dada su ubicación en el estuario del río Guadiana, podríamos destacar el propio entorno de la desembocadura como paraje. En el norte presenta una orografía más escarpada pero, rápidamente, se suaviza y pierde relieve, conformando un terreno llano en su parte más cercana al océano. Desde la parte más alta del municipio, donde se encontraban las ruinas del castillo, puede divisarse con facilidad el municipio de Isla Cristina, así como las ciudades y villas de la cercana Portugal.
El municipio de Ayamonte va acompañando al río en su margen izquierda, encontrándose en la orilla portuguesa las ciudades de Villarreal de San Antonio y Castromarín, compartiendo la primera la citada desembocadura. Seguidamente a una abundante masa boscosa, formada principalmente por pinos piñoneros y eucaliptos, se unen unas marismas que casi rodean la población y de las que antaño se servían los pobladores de distinta forma y manera. Estas marismas, denominadas "zaperas", poseen una gran biodiversidad, existiendo algunas especies autóctonas en vías de extinción. Las marismas forman "caños", que son pequeños canales naturales que las recorren y, serpenteando, rodean Ayamonte formando una densa trama. Gran parte del territorio cubierto por marismas constituye el Paraje Natural de Marismas de Isla Cristina, un espacio protegido por la Junta de Andalucía por su alto valor biológico, que se extiende desde Ayamonte hasta el citado municipio isleño.
Finalmente, se debe hacer mención de las playas de Isla Canela y de la barriada Punta del Moral, playas abiertas en forma de media luna, rodeadas también de marismas.

## Clima
El clima de Ayamonte se clasifica como cálido y templado. La influencia del mar actúa como amortiguador de la temperatura en el clima en Ayamonte. Las temperaturas son suaves en invierno y calurosas en verano. Las medias máximas del mes de agosto son de 29.6 °C, solo sobrepasándose los 35 °C de manera ocasional. La humedad es la característica meteorológica más acusada del municipio, alcanzando normalmente en invierno grados de humedad superiores al 100 %, lo que significa que la humedad del aire proveniente de la costa y las marismas se condensa en el aire dando lugar a un fenómeno típico de la zona. La temperatura media anual es de 17.5 °C, con unas precipitaciones medias totales de 482 mm.
| Parámetros climáticos promedio de Ayamonte                                                         | Parámetros climáticos promedio de Ayamonte | Parámetros climáticos promedio de Ayamonte | Parámetros climáticos promedio de Ayamonte | Parámetros climáticos promedio de Ayamonte | Parámetros climáticos promedio de Ayamonte | Parámetros climáticos promedio de Ayamonte | Parámetros climáticos promedio de Ayamonte | Parámetros climáticos promedio de Ayamonte | Parámetros climáticos promedio de Ayamonte | Parámetros climáticos promedio de Ayamonte | Parámetros climáticos promedio de Ayamonte | Parámetros climáticos promedio de Ayamonte | Parámetros climáticos promedio de Ayamonte |
| Mes                                                                                                | Ene.                                       | Feb.                                       | Mar.                                       | Abr.                                       | May.                                       | Jun.                                       | Jul.                                       | Ago.                                       | Sep.                                       | Oct.                                       | Nov.                                       | Dic.                                       | Anual                                      |
| -------------------------------------------------------------------------------------------------- | ------------------------------------------ | ------------------------------------------ | ------------------------------------------ | ------------------------------------------ | ------------------------------------------ | ------------------------------------------ | ------------------------------------------ | ------------------------------------------ | ------------------------------------------ | ------------------------------------------ | ------------------------------------------ | ------------------------------------------ | ------------------------------------------ |
| Temp. máx. media (°C)                                                                              | 15                                         | 16                                         | 17.9                                       | 20.2                                       | 23.3                                       | 26.3                                       | 29.2                                       | 29.6                                       | 27.3                                       | 23.4                                       | 19                                         | 15.8                                       | 21.9                                       |
| Temp. media (°C)                                                                                   | 11.3                                       | 12.2                                       | 13.8                                       | 15.7                                       | 19                                         | 21.4                                       | 24                                         | 24.5                                       | 22.5                                       | 18.9                                       | 14.8                                       | 12.1                                       | 17.5                                       |
| Temp. mín. media (°C)                                                                              | 7.6                                        | 8.5                                        | 9.8                                        | 11.2                                       | 14.8                                       | 16.6                                       | 18.9                                       | 19.4                                       | 17.8                                       | 14.5                                       | 10.7                                       | 8.4                                        | 13.2                                       |
| Precipitación total (mm)                                                                           | 71                                         | 55                                         | 53                                         | 38                                         | 26                                         | 12                                         | 1                                          | 1                                          | 18                                         | 59                                         | 73                                         | 75                                         | 482                                        |
| Fuente: https://es.climate-data.org/europe/espana/andalucia/ayamonte-56771/ 8 de noviembre de 2020 |                                            |                                            |                                            |                                            |                                            |                                            |                                            |                                            |                                            |                                            |                                            |                                            |                                            |

## Demografía
Ayamonte cuenta con una población de 21 622 habitantes (INE 2024).
| Gráfica de evolución demográfica de Ayamonte entre 1842 y 2021 |
| |
| Población de derecho según los censos de población del INE Población de hecho según los censos de población del INEEntre el censo de 1930 y el anterior, disminuye el término del municipio porque transfiere Puente Carrera a Isla Cristina |

El 50,07 % de su población es masculina, mientras que la población femenina representa el 49,93 % de la población del municipio. El 96,54 % vive en los núcleos poblacionales, mientras que la población en diseminado es de apenas el 1,81 %.
La edad media de la población es de 43,2 años. El 19,1 % de la población es menor de 16 años, el 62,3 % tiene entre 16 y 64 años, mientras que el 18,6 % son personas de la tercera edad con más de 65 años.
El municipio cuenta en la actualidad con la mayor población de su historia, habiendo crecido en la última década en un 3,6 %.
Según el censo del año 2022, la población extranjera en Ayamonte era de 2 996 personas, siendo el 13,79 % de la población total del municipio. El pico máximo de extranjeros en la localidad se produjo en 2012, cuando los extranjeros suponían el 16,44 %. La nacionalidad extranjera más representada son los portugueses, debido a la cercanía del municipio con dicho país. La población de origen portugués representaba en 2022 el 28,9 % del total de inmigrantes. Las siguientes nacionalidades más representadas en el país son los británicos, marroquíes, rumanos y brasileños.

## Economía

### Evolución de la deuda viva municipal
El concepto de deuda viva contempla sólo las deudas con cajas y bancos relativas a créditos financieros, valores de renta fija y préstamos o créditos transferidos a terceros, excluyéndose, por tanto, la deuda comercial.
| Gráfica de evolución de la deuda viva del Ayuntamiento de Ayamonte entre 2008 y 2024                |
| |
| Deuda viva del Ayuntamiento de Ayamonte, en miles de euros, según datos del Ministerio de Hacienda. |

## Paleontología
Durante el triásico, concretamente hace 230 millones de años, Ayamonte fue habitada por reptiles acuáticos (el paisaje de la zona en aquella época era muy distinto, habiendo zonas secas actualmente que se encontraban sumergidas en el pasado y viceversa)[cita requerida] como placodus, y el más conocido de todos ellos, el nothosaurus. Los nothosaurios podían alcanzar los tres metros de longitud y solían vivir en zonas costeras, alimentándose de peces y demás animales marinos haciendo uso de sus alargados y cónicos dientes, diseñados para que sus húmedas presas no escaparan de sus fauces. El nothosaurus, gracias a su cuello largo y gran capacidad natatoria, pudo atrapar fácilmente a sus escurridizas presas acuáticas.
El nothosaurus no era un dinosaurio aun viviendo también en la era mesozoica (No todos los reptiles de la época eran dinosaurios), sino un sauropterygio que medía entre dos metros y dos metros y medio de largo según el tamaño de la vértebra (aunque pudo alcanzar los 5 m).[cita requerida]
El hallazgo del nothosaurus de Ayamonte se dio accidentalmente por dos habitantes del municipio, Ramón Martín y Miguel Ángel Bernal, quienes dieron el aviso al Ayuntamiento de Ayamonte, y también al arqueólogo local Benjamín Cabaco, de la empresa ArqueoGuadiana, que puso el asunto en manos de los paleontólogos de las Universidades de Huelva y Sevilla, Antonio Toscano y Fernando Muñiz, respectivamente, quienes identificaron los restos como pertenecientes a nothosaurus.

## Historia

### Prehistoria y Protohistoria
En el Papiro de Artemidoro (siglo II a. C.) se nombran los asentamientos fenicios de Ipsa y Kilibe, y según investigaciones recientes llevadas a cabo por la Universidad de Huelva, podríamos situar el asentamiento de Ipsa en la desembocadura del río Piedras, y el Kilibe en la del Guadiana, coincidiendo así con la actual localización de Ayamonte.
Ya en el último cuarto del siglo XX se realizaron excavaciones arqueológicas cerca de la localidad portuguesa de Castromarín, en la margen derecha del Guadiana, que confirmaron poblamiento en la zona desde el final de la Edad del Bronce, si bien ya en 2008, en un proyecto de investigación dirigido por la Universidad de Huelva, fueron documentados en el cerro de La Mesa del Tejar abundantes materiales de época protohistórica.
En la Hoya de los Rastros, en el término municipal de Ayamonte, y más concretamente dentro de su núcleo urbano, se ha hallado una necrópolis fenicia, datada en el siglo VIII a. C. y siendo la más occidental de esta civilización en el continente europeo. Destacan entre los restos encontrados y estudiados unos escarabeos egipcios, señal inequívoca de la expansión de este pueblo en el Mediterráneo. Muchos de estos objetos arqueológicos se conservan en el Museo Arqueológico Provincial de Huelva. Del mismo modo, es defendida por diversos historiadores la pertenencia del asentamiento ayamontino al ámbito de Tartessos hasta la llegada de griegos y romanos.
Más recientemente, en 2019, fue hallado un importante yacimiento megalítico en el término municipal de Ayamonte, en las fincas de La Torre y La Janera, donde se encontraron cientos de menhires decorados, de tamaños variados entre 20 cm y 3 m, en muy distintas posiciones, siendo calificado este yacimiento como uno de los más importantes de Europa por investigadores de las universidades de Huelva, Sevilla y Alcalá de Henares.

### Imperio romano

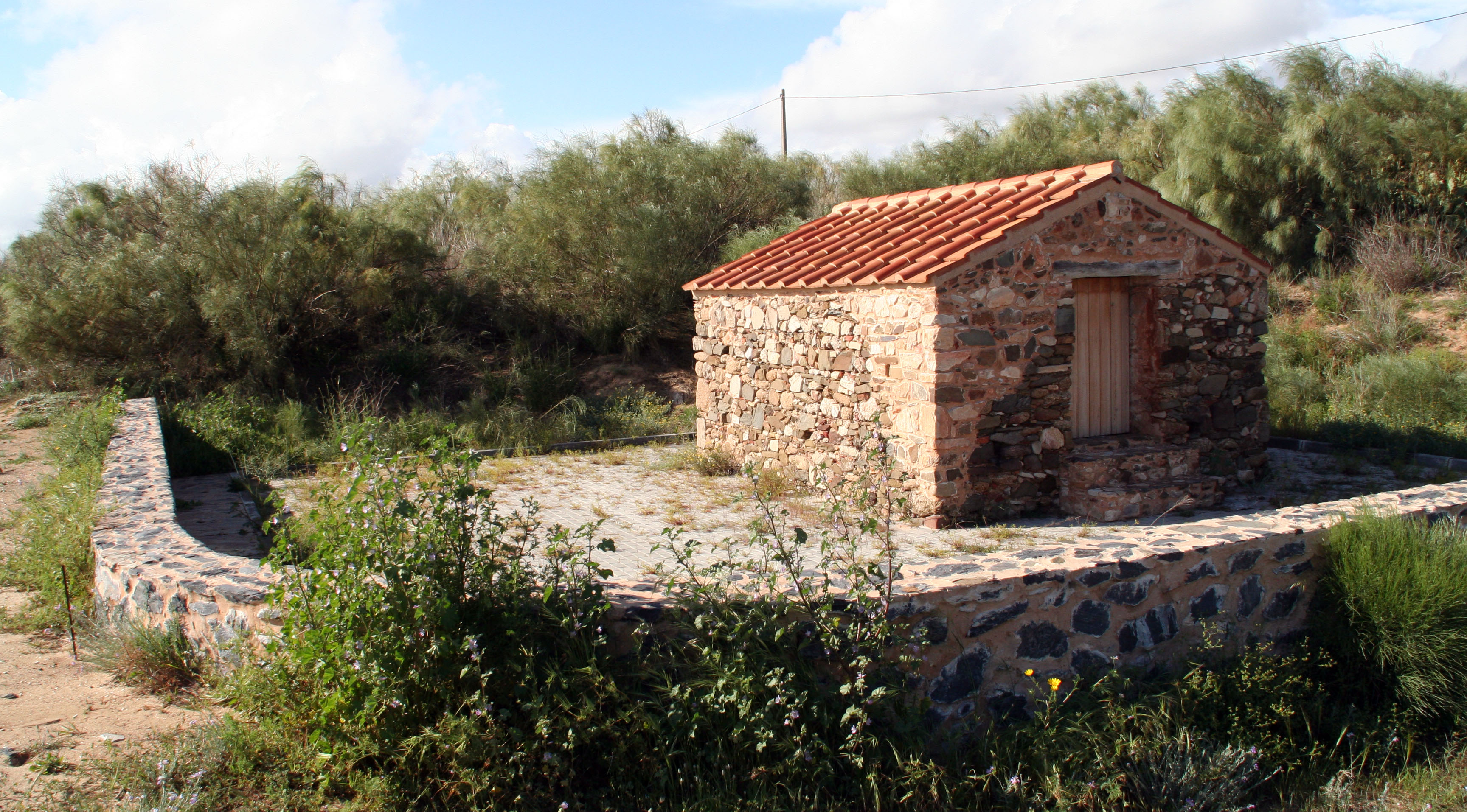
Mausoleo romano de Punta del Moral.

En el barrio de la Villa, en la parte baja de la calle Galdames, han aparecido restos cerámicos romanos e indicios de edificaciones que corresponderían a un posible puerto comercial en el que se distribuían los recursos marinos procedentes de Punta del Moral, así como los recursos procedentes del Andévalo. A lo largo de la orilla del río Guadiana se desarrollaron pequeños asentamientos romanos que se dedicaron a la pesca, así como a la agricultura y a la ganadería. Del mismo modo, hasta Ayamonte llegaba una calzada desde el norte de la provincia, que conectaba el asentamiento con Hispalis e Itálica.
En Punta del Moral existió otro asentamiento romano, que se dedicó a la explotación de los recursos romanos, cuya actividad comenzó en el siglo I d. C., alcanzando su periodo de apogeo en los siglos IV y V. De él ha quedado el mausoleo romano de Punta del Moral, así como otras tumbas halladas en sus proximidades.
A nivel arqueológico hay numerosos yacimientos encontrados en Isla Canela-Punta del Moral. En 1986 se descubrió una necrópolis datada en el Bajo Imperio romano. En 2016 aparecen una segunda necrópolis así como restos de almacenes pertenecientes a una factoría de salazón; esto pone de relieve que el asentamiento se consolidó como un lugar de paso y de comercio.

### Edad Media (sigloVIII-1295)

Mapa de los reinos de taifas del sur de la península ibérica en el. Ayamonte se encontraba en la frontera entre la taifa de Huelva y la del Algarve.

El conocimiento sobre Ayamonte en la época de dominación musulmana es escaso, dado que prácticamente se carece de referencias documentales hasta bien entrada la Edad Media. Comparándolo con otras ciudades de la región, podemos deducir que la conquista de Ayamonte se produjo en un momento cercano en el tiempo a la conquista musulmana de Niebla, en el verano del año 712, y efectuada por árabes, que se establecieron en esta zona de la península ibérica, existiendo constancia del nombre de la ciudad en las crónicas de historia y geografía de Áhmed Muhámmad Arrasi, en el siglo X.
Tras la desintegración del Califato de Córdoba en reinos taifas, en el siglo XI, Ayamonte pasa a situarse en la frontera natural entre la taifa de Huelva y la taifa del Algarve, pudiendo encontrar precisamente el origen de la taifa de Huelva en Al-Ándalus en 1012 como reino musulmán independiente fundado por Abd al-Aziz al-Bakri. No obstante, las taifas de Huelva y Algarve desaparecieron al ser conquistadas por Al-Mutádid en 1051, ampliando así los territorios de la Taifa de Sevilla.
Ya en pleno siglo XIII, el rey Sancho II de Portugal, apoyado por las órdenes militares del Hospital y de Santiago, tras haber conquistado a los musulmanes las plazas de Moura y Serpa, dirige a partir de 1238 las conquistas hacia Mértola, conquistada con toda probabilidad en ese mismo año. Posteriormente, en enero de 1238, fueron conquistadas Alfayat de la Peña, esto es, con toda probabilidad, la actual Puebla de Guzmán. Tal y como atestiguan las crónicas del monarca portugués Sancho II de Portugal, a primeros de septiembre de 1239 ya se había procedido al cerco de la ciudad, que una vez conquistada fue entregada por parte del rey a Pelayo Pérez Correa, 14.º Gran Maestre de la Orden de Santiago el 2 de mayo de 1240, junto con la plaza portuguesa de Cacela.
Queda constancia de la conquista de Ayamonte por este texto:

(…) Em nome do Pai, do Filho e do Espírito Santo, Amen. Saibam todos os que esta carta virem, que eu Sancho II, por graça de Deus rei de Portugal, de minha boa e livre vontade, e por acordo e parecer dos meus fidalgos e ricos-homens e pelo ótimo serviço que me prestaram D. Paio [Peres] Correia, comendador de Alcácer e os freires da Ordem de Santiago (…) lhes dou e concedo, e à Ordem de Santiago e a todos que no futuro lhe sucederem, o meu castelo de Aiamonte com os seguintes limites (…) com todas as suas pertenças, com as entradas e saídas, quer por mar, quer por terra, e com todos os direitos reais que aí tenho ou devo ter (…).

Del mismo modo, podemos encontrar referencias a la donación de la villa a la Orden de Santiago en textos fechados en 1248 y 1255, en los que, Fernando III de Castilla y Alfonso III de Portugal, respectivamente, se refieren a ella:

Varias mercedes hizo San Fernando y el Infante Don Alonso ese año, cuyos privilegios tienen la fecha en el Real sobre Sevilla. A 27 de enero confirmó al Orden de Santiago, donación que le había hecho Don Sancho, Rey de Portugal, de Mértola, Ayamonte y otros lugares de la raya, que estaba dudoso á quál Corona tocaban para quando se conquistasen.

Existe un documento, según el cual, las plazas fronterizas de Ayamonte y Alfayat de la Peña son permutadas entre 1242 y 1248 por Alfonso X el Sabio.
La villa pasa de una corona a la otra debido a su situación geográfica fronteriza y las políticas de la época. Como claro ejemplo de ello tenemos la cesión a Portugal por parte del rey Alfonso X de Castilla "el Sabio" como parte de la dote a su hija Beatriz al acceder ésta al trono portugués. Es precisamente bajo el reinado de este monarca castellano cuando, en su obra de las Cantigas de Santa María, se hace referencia a un milagro ocurrido en la capilla de Nuestra Señora de los Favores, ubicada en el antiguo castillo del asentamiento.

A Madre de Deus

Esta é como Santa Maria deu fios
a u ome bõo pera coser a savãa do sen altar.
A Madre de Deus que éste do mundo lum' e espello,
sempre nas cousas minguadas acorre e dá conssello.
Desta razon un miragre direy apost' e fremoso,
que fezo Santa Maria, e d' oyr mui saboroso;
esto foi en Ayamonte, logar ja quanto fragoso,
pero terra avondada de perdiz e de cõello.
A Madre de Deus que éste do mundo lum' e espello...
Ali á ha eigreja desta Virgen groriosa,
que é dentro no castelo, nen ben feita nen fremosa,
mas pequena e mui pobre e de todo menguadosa,
e campãa á tamanna qual conven ao concello.
A Madre de Deus que éste do mundo lum' e espello...
E os panos con que era ende o altar coberto
eran ricos e mui nobres, esto sabemos por certo;
e per cima da eigreja era o teito coberto;
e ostias y menguavan e vynno branqu' e vermello.
(...)
Alfonso X de Castilla

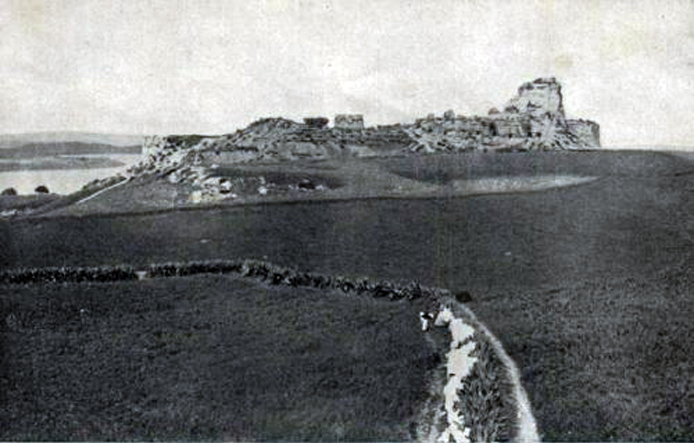
Ruinas del castillo de Ayamonte

Hacia 1295, Alonso Pérez de Guzmán, un destacado caballero que luchó en la conquista de Tarifa, compró el castillo de Ayamonte a la Orden de Santiago, si bien, y tal y como apunta el historiador Pedro Barrantes Maldonado, Ayamonte y otras localidades adquiridas por la Casa de Guzmán como Lepe o La Redondela: "eran poca cosa, porque no tenían más que los castillos con poca vezindad, como pueblos que estavan en la frontera de los moros y en continua guerra dellos". La venta la realizó el rey Sancho IV de Castilla a la esposa de Alonso Pérez de Guzmán, María Alonso Coronel.

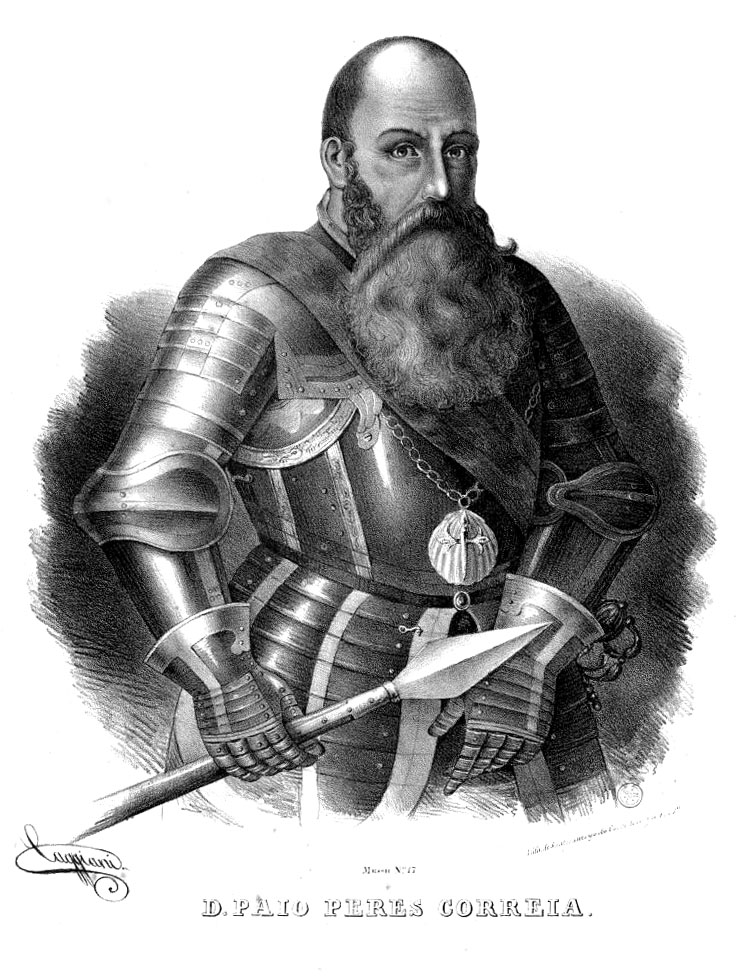
Pelayo Pérez Correa, 14.º Gran Maestre de la Orden de Santiago, conquistó Ayamonte a los musulmanes en septiembre de 1239.
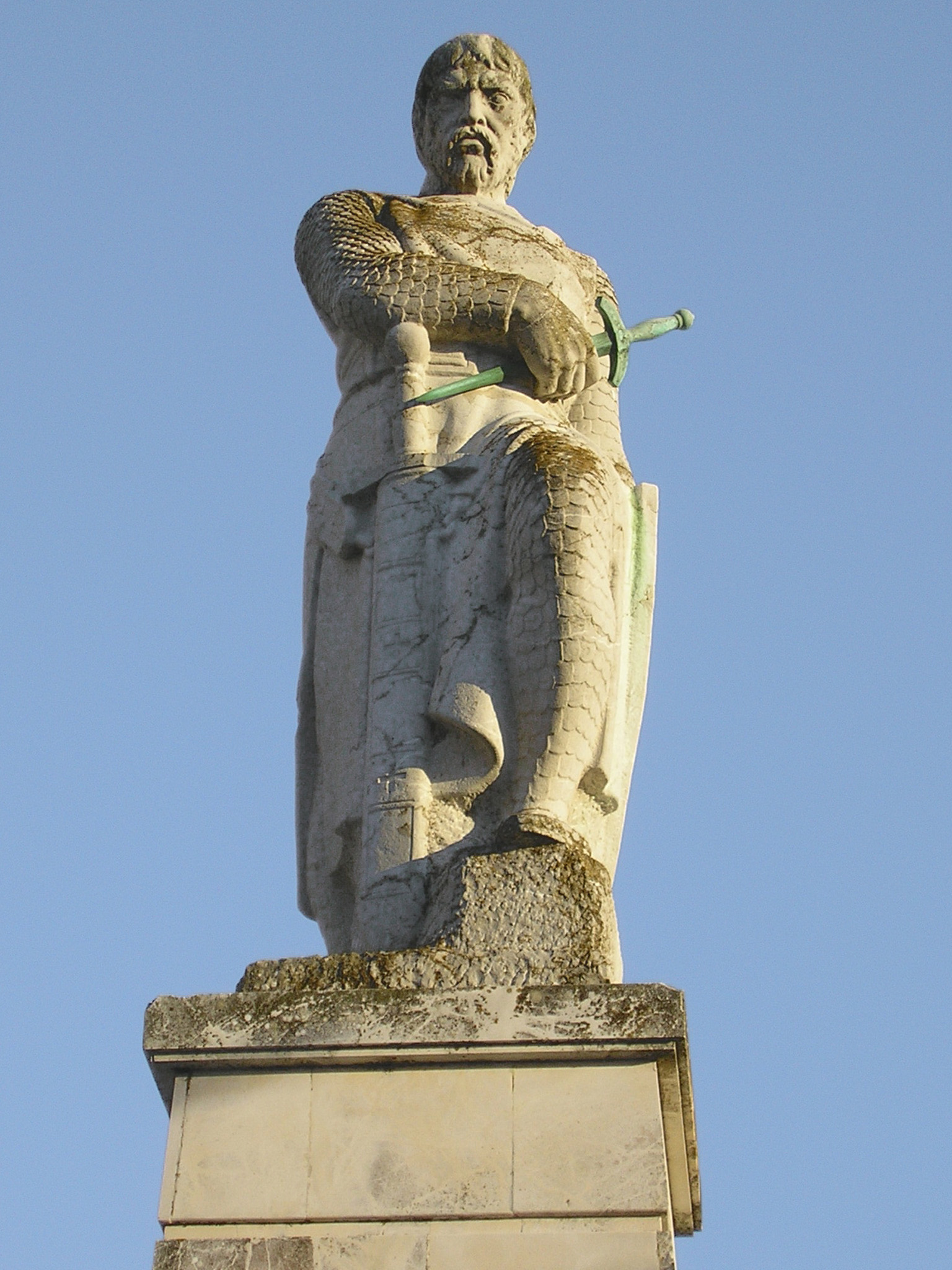
Estatua de Guzmán el Bueno en Tarifa, que adquirió la villa de Ayamonte a finales del siglo XIII.

### Edad Moderna (siglosXV-XVIII)

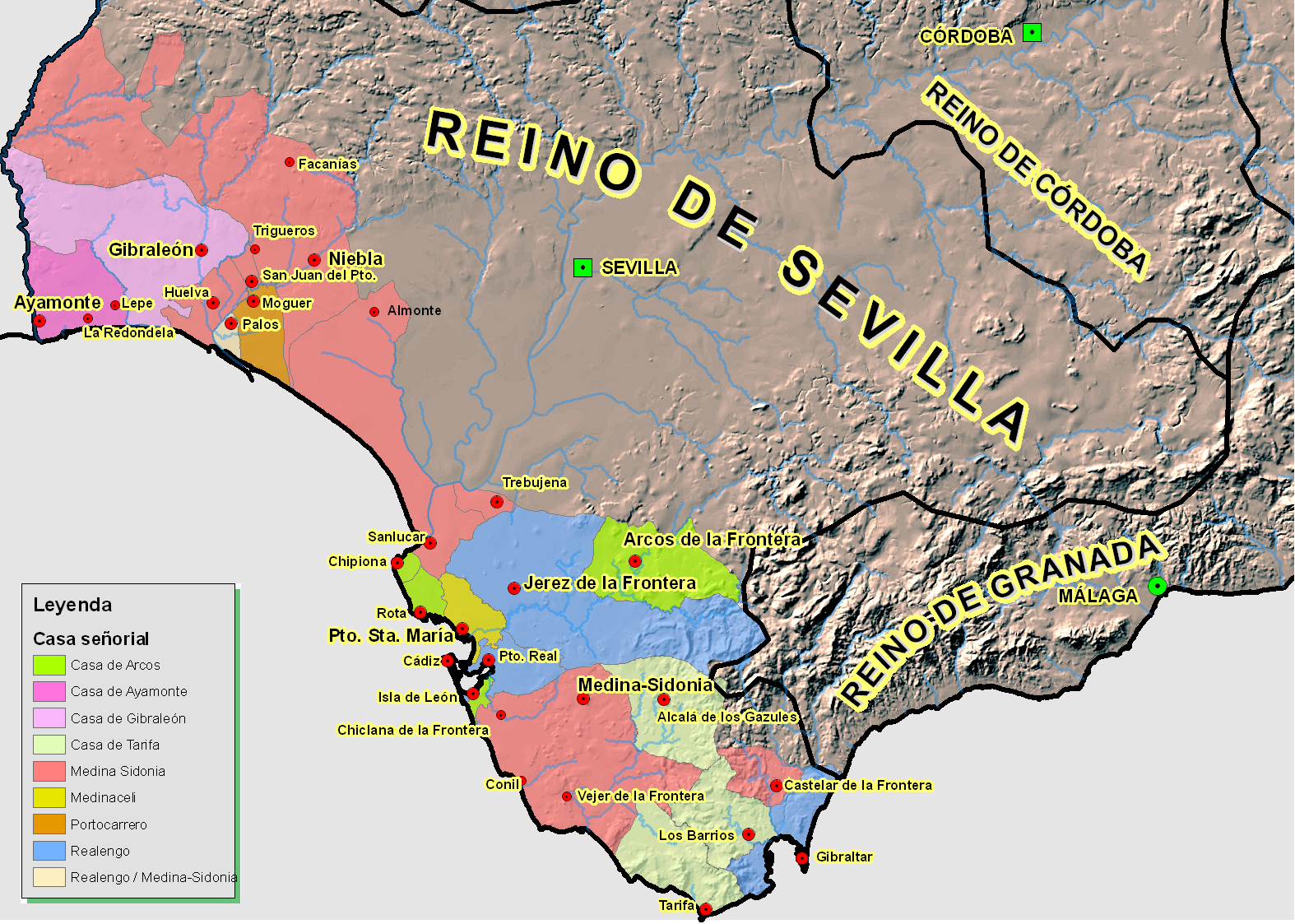
Señoríos de la Casa de Ayamonte en el Reino de Sevilla.

Mapa del del Castillo de Ayamonte. (Archivo Nacional de Suecia).

A raíz de la adquisición de la ciudad por Alonso Pérez de Guzmán, se inició la andadura histórica y política del señorío de Ayamonte, vinculado a las casas de Guzmán y de Zúñiga, bajo cuya jurisdicción se encontraban las cercanas villas de La Redondela y de Lepe. Desde la creación del señorío,ostentaron este título nobiliario:
- Juan Alonso de Guzmán y Osorio.
- Alonso Pérez de Guzmán, conde de Niebla, señor de Sanlúcar de Barrameda y señor de Ayamonte.
- Juan Alfonso de Guzmán y Figueroa, duque de Medina Sidonia, conde de Niebla y señor de Ayamonte.
- Teresa de Guzmán y Guzmán.
- Francisco de Zúñiga y Pérez de Guzmán, fallecido en marzo de 1525. Hijo de Pedro de Zúñiga, II Conde de Bañares y heredero de la Casa de Béjar, y de Teresa de Guzmán y Guzmán, señora de Ayamonte. Contrajo matrimonio en Sevilla con Leonor Manrique de Castro, hija de Pedro Manrique de Lara y Sandoval, I duque de Nájera, y de su esposa Guiomar de Castro.[43]

Ya en el siglo XVI, en 1521, el emperador Carlos V elevó el rango del señorío de Ayamonte a marquesado, siendo el primer marqués de Ayamonte Francisco de Zúñiga y Pérez de Guzmán. Del mismo modo, el territorio del marquesado, que inicialmente contaba con las tres poblaciones previamente mencionadas, pasa a engrosarse en el siglo XVI con las fundaciones de Villablanca y de San Silvestre de Guzmán, en un claro ejemplo de repoblación tardía de la Baja Andalucía.
Al igual que otras villas cercanas, Ayamonte colaboró activamente en el descubrimiento y colonización del continente americano, destacando varios marineros pertenecientes al Marquesado, como el marino Rodrigo de Jerez, que navegó en la Santa María en el primer viaje de Cristóbal Colón, en 1492.

#### Conspiración del duque de Medina Sidonia (1640)

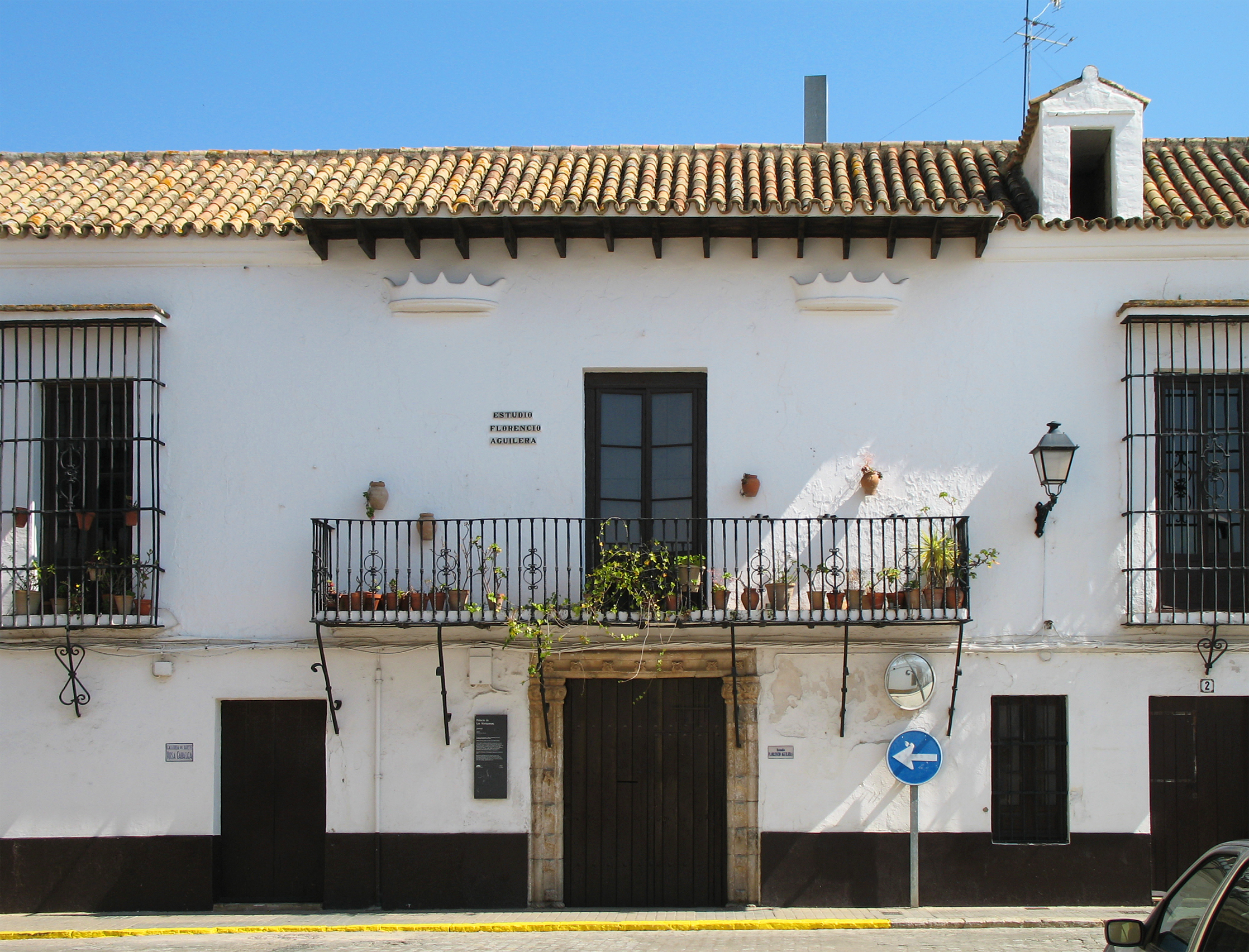
Palacio de los Marqueses de Ayamonte.

Ya el siglo XVII, en 1640, reinando en España Felipe IV, el IX duque de Medina Sidonia, Gaspar Pérez de Guzmán y Sandoval, junto con el V marqués de Ayamonte, Francisco Manuel Silvestre de Guzmán y Zúñiga, protagonizaron una conspiración militar que supuso uno de los puntos más delicados del reinado del citado monarca, cuyo objetivo era conseguir la independencia de Andalucía para implantar en ella una monarquía a cuya cabeza se encontrara la casa de Medina Sidonia, siguiendo para ello el ejemplo de las coetáneas conspiraciones y rebeliones contra la Corona acaecidas en Portugal o en Cataluña.
La conspiración del duque de Medina de Sidonia en Andalucía se apoyó en la Sublevación de Portugal y en Juan de Braganza contra la Monarquía Católica. El duque de Medina Sidonia se trasladó a Ayamonte llamado por el rey para combatir a los portugueses, hecho que motivó que Felipe IV reconociera la labor de la ciudad en la defensa de la frontera con Portugal con la concesión del título de "Muy noble y leal" a la ciudad de Ayamonte en 1664. No obstante, la conspiración resultó truncada, ya que fueron descubiertas cartas del duque de Medina Sidonia en las que se refería a la eventual rebelión, que se apoyaría en Portugal, Francia y Holanda. Una vez se puso en conocimiento del rey, fueron llamados a la corte ambos nobles, si bien, alegando motivos de salud, únicamente fue el marqués de Ayamonte, al que, tras testificar frente al Notario Mayor del Reino, fue declarado culpable de traición, apresado y ajusticiado el 12 de diciembre de 1648 en el Alcázar de Segovia. No corrió la misma suerte el duque de Medina Sidonia, que dado su mayor rango aristocrático, le fue perdonada la vida, si bien se le privó del Señorío de Sanlúcar y de la Capitanía General del Mar Océano y Costas de Andalucía.

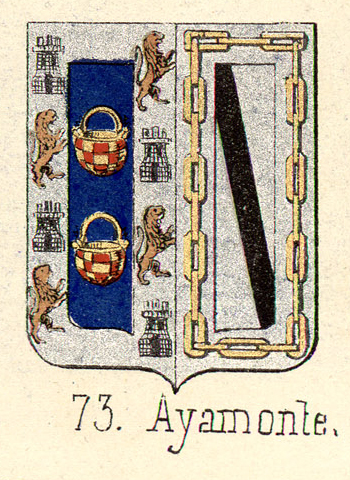
Escudo de la Casa de Ayamonte.
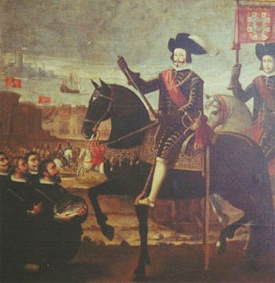
Gaspar de Guzmán y Sandoval, IX duque de Medina Sidonia.
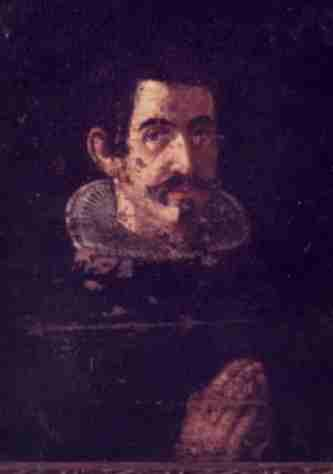
Retrato de Francisco Manuel Silvestre de Guzmán y Zúñiga, VI Marqués de Ayamonte.

#### Terremoto de Lisboa (1755)
El terremoto de Lisboa del 1 de noviembre de 1755, así como el consecuente maremoto, afectó gravemente a Ayamonte. Tal y como recogen las fuentes, la torre campanario de la iglesia parroquial del Salvador resultó destruida, así como el templo de San Francisco y el convento de Santa Clara, cuyas monjas fueron trasladadas al Hospital de Niños Expósitos. En el convento de los Mercedarios Descalzos, se cayó toda la bóveda del coro, entre otras partes de la iglesia.
Un texto de la época, impreso en Sevilla en el mismo año de 1755, recoge de este modo el maremoto que siguió al seísmo:

Passada como cosa de poco mas de media hora, aplacado el Terremoto, salió con notable violencia el Mar, y Rio de Guadiana, como todos sus Esteros, ó Caños de sus respectivas Madres, inundando aquel toda la marisma de las Isletas adjacentes a la misma Población, y demás immediaciones llegando el fluxo de las Aguas á ocupar las Calles de esta propria Población, y hasta donde jamás ha havido noticia haya llegado i baxando despues de algún tiempo, repitió por tres veces el mismo acometimiento, aun en las horas de Marea vaciante, aunque con visible menos violencia, bien que dexando ver en dicha Mar crecidas montañas de este Elemento encrespado, negras, y horrorosas y zozobrando hasta mas de la mitad la Torre de la boca de la Barra de este Puerto, que nombran de Canela.

Encontrándose destruidos algunos de los principales monumentos del municipio, el regidor de la ciudad, Manuel Rivero González, "El Pintao" (1697-1780), patrocinó la reconstrucción de ciertos edificios de la ciudad, tales como la iglesia parroquial del Salvador, o la construcción del campanario de la iglesia de Nuestra Señora de las Angustias, además de ejercer de mecenas de importantes obras artísticas, entre las que destaca el retablo mayor del templo parroquial homónimo.

### SigloXIX

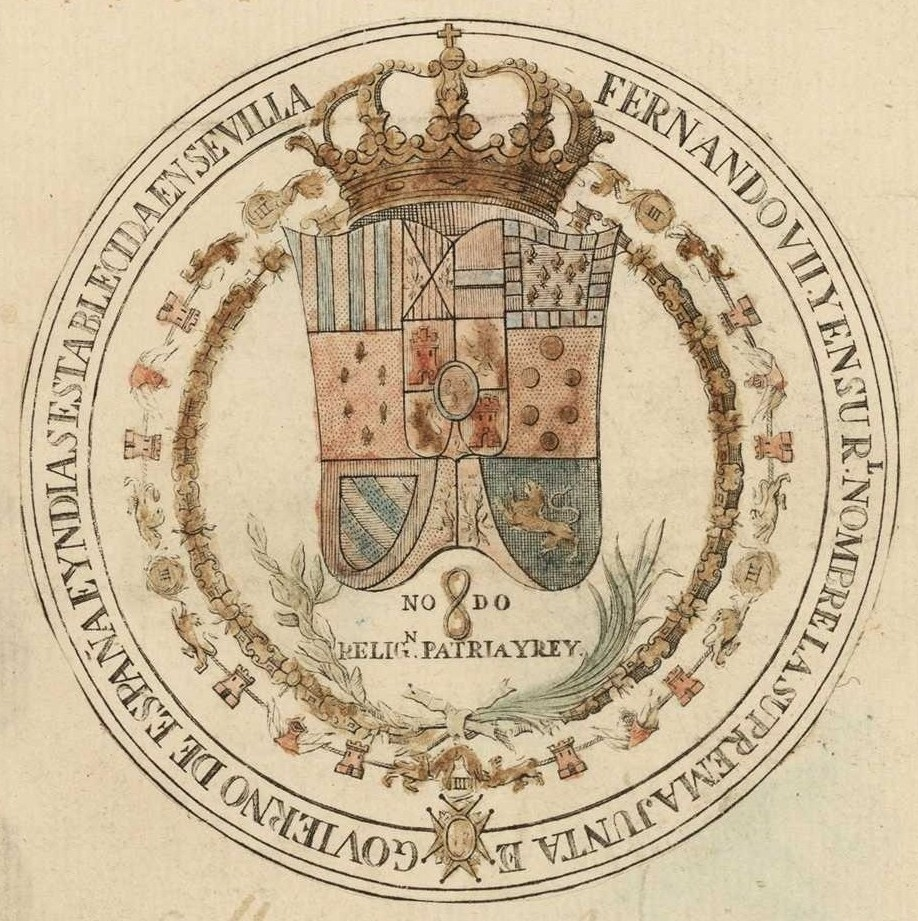
Sello de la Junta de Sevilla de 1808.

Ayamonte, como el resto de España, vivió la invasión napoleónica, y la consecuente Guerra de Independencia. Por un lado, el gobierno de José Bonaparte dividió el territorio nacional en prefecturas, quedando Ayamonte y el resto de la provincia de Huelva en la Prefectura del Bajo Guadalquivir, con capital en Sevilla, si bien Ayamonte, junto con Aracena, fue nombrada capital de subprefectura, hecho que evidencia la importancia no sólo histórica, sino política y económica de la que gozaba la ciudad a nivel provincial ya a principios del siglo XIX.
Por otro lado, los aristócratas partidarios de la vuelta de Fernando VII y en contra de las políticas afrancesadas, fundaron en mayo de 1808 en Sevilla la Junta Suprema de España e Indias, con el objetivo de expulsar a las tropas francesas del país. En este sentido, dada la ubicación estratégica de Ayamonte, la Junta de Sevilla no tardó en fundar la Junta de Gobierno de Ayamonte en junio de 1808, cuyo principal objetivo era defender la frontera portuguesa, así como el resto de la costa de Huelva de los posibles ataques militares a la depresión bética que pudieran precipitar la conquista francesa de Sevilla, aun cuando la fundación de este organismo militar no cumplía los propios requisitos impuestos por la misma Junta Central.
La Junta de Gobierno de Ayamonte cobró gran importancia cuando, aprovechando su situación fronteriza, interceptó partes de guerra del general francés D'Avril con planes para la invasión militar de Sevilla, tal y como queda recogido en este escrito remitido a la Junta Central desde Ayamonte en agosto de 1809, recogiendo la relación de servicios prestados por este organismo militar.

Como la Junta Superior de Sevilla, que exercía en aquel entonces en este Reynado la autoridad soberana, conoció la importancia de la erección de ésta, y los remarcables servicios que en la situación local en que se halla comenzó a desplegar en beneficio de la Patria, la declaró cabeza de los Pueblos de las Orillas del Guadiana y de todo su cantón, para que armando todos los que comprehende, contuviese el tránsito de las tropas francesas, que con inminencia amenazaba; lo que felizmente se verificó, pues haviendo el General Dupont, según los partes interceptados por esta Junta, avisado al General D’Avril entrase en este Reino con su División por estos puntos con dirección a Sevilla, para incorporarse con su Exército; si las glorias de Baylen destrozaron en sus campos las huestes de aquel General, el levantamiento de los Pueblos del Guadiana inflamados y dirigidos por esta Junta detuvieron la rápida marcha de éste, habiéndose deshecho como el humo su proyecto
AHN. Estado, leg. 61‐T, doc. 426.

Con la toma de la capital hispalense el 31 de enero de 1810, la Academia Militar de Sevilla se convirtió en un batallón, capitaneado por Mariano Gil Bernabé, que se dirigió hasta Niebla para llegar hasta Ayamonte, con el objetivo de salvaguardar los caudales públicos que gestionaba la Junta Central Suprema. La Academia Militar de Sevilla fue disuelta el 11 de febrero de 1810 en Ayamonte.
Durante este siglo, la economía de Ayamonte se transformó de agrícola a ser predominantemente marinera, debido a que la escasez de productos de la tierra hizo que sus habitantes se echaran a la mar, siendo la pesca un importante motor económico para el desarrollo de la zona.

### SigloXXa la actualidad
El 29 de julio de 1936, Ayamonte cayó en manos del bando sublevado, quienes realizaron una persecución de aquellos ayamontinos que consideraban leales a la República. Se calcula que el número de fusilados en Ayamonte por parte del ejército franquista fue de más de 100 personas, producidos durante los fusilamientos del 12 de agosto y el 7 de septiembre de 1936, realizados en el puente sobre el arroyo Pedraza o en los muros del cementerio municipal.
En 1979, Ayamonte elige a su primer alcalde democrático tras la Dictadura Franquista, el independiente José Antonio González Sánchez, quien estaría al frente del consistorio hasta 1983, cuando toma el poder el Partido Socialista Obrero Español, que se haría con el ayuntamiento de la localidad durante 32 años.
En 1992 se inaugura el Puente Internacional que cruzaría el Río Guadiana, que comunicaría España con Portugal a la altura de Ayamonte.
En la actualidad, el municipio basa su economía en el turismo, así como en la pesca y agricultura en menor medida.

## Patrimonio

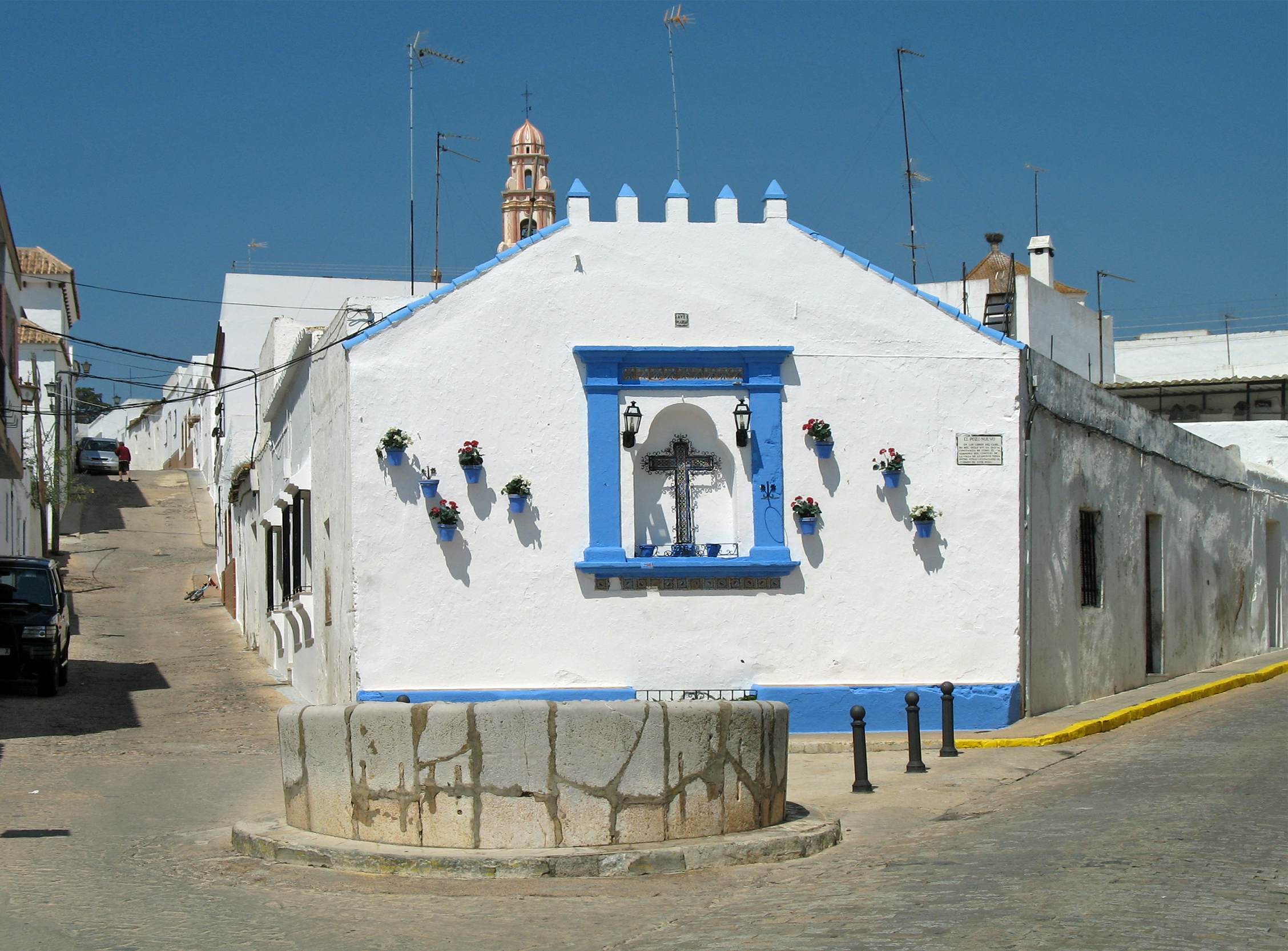
Pozo de la Villa en Ayamonte.

### Edificios religiosos

#### Capillas
- Capilla de San Antonio.
- Capilla de Nuestra Señora del Carmen.
- Capilla del Socorro.

#### Conventos
- Convento Hermanas de la Cruz.
- Convento Mercedario, sede de la Agrupación de Cofradías y Hermandades de Semana Santa.
- Extinto convento franciscano de San Francisco, anexo al templo de San Francisco.

#### Ermitas
- Ermita de San Sebastián.

#### Iglesias

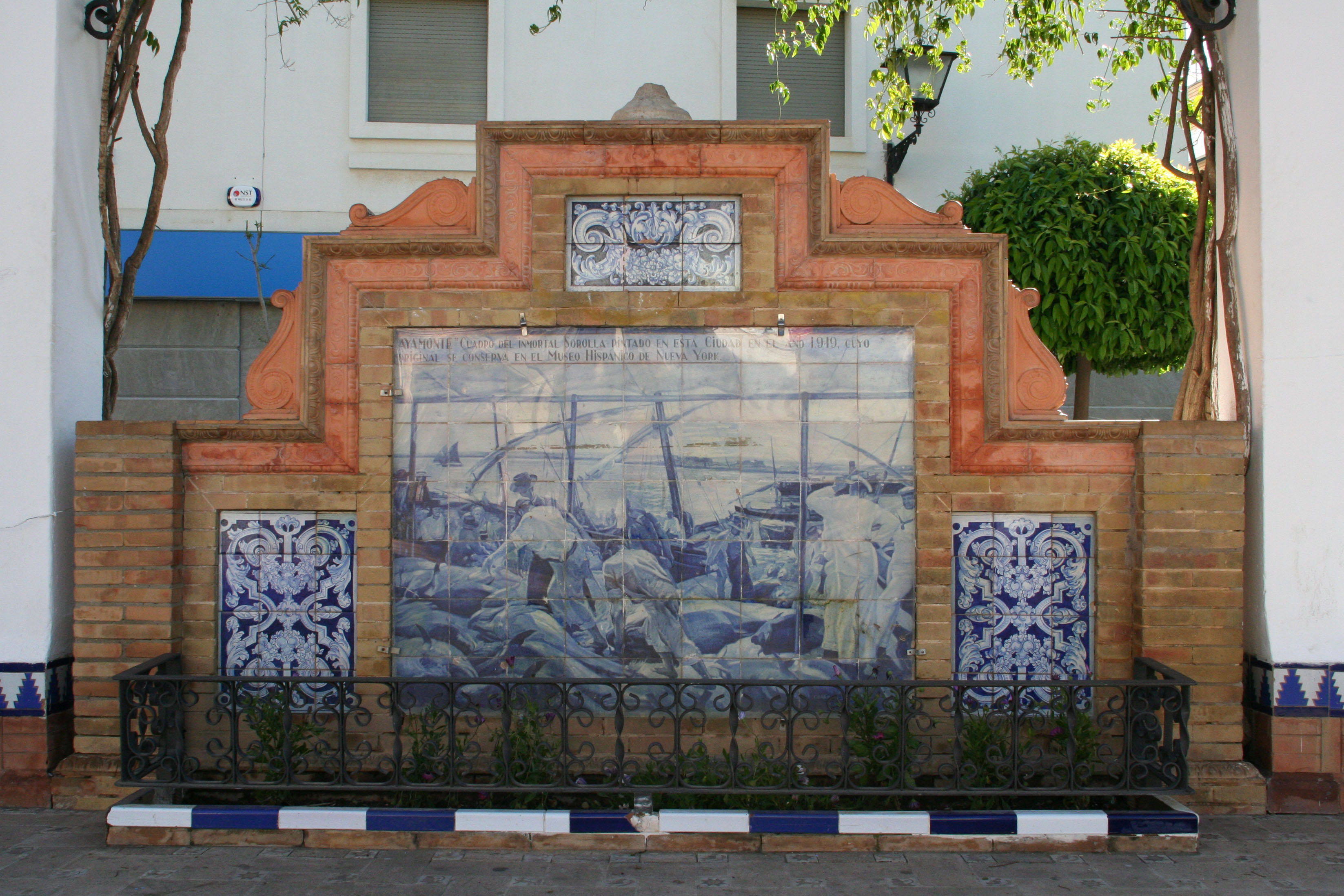
Azulejo del cuadro de Sorolla en la Plaza de la Laguna.

- Azulejo del cuadro de Sorolla en la Plaza de la Laguna. Iglesia de Nuestra Señora de las Angustias.
- Templo de las Mercedes.
- Iglesia de San Francisco.
- Parroquia del Salvador.
- Iglesia de San Vicente de Paúl.

#### Patrimonio
- Monumento a la Virgen de las Angustias.

### Edificios civiles

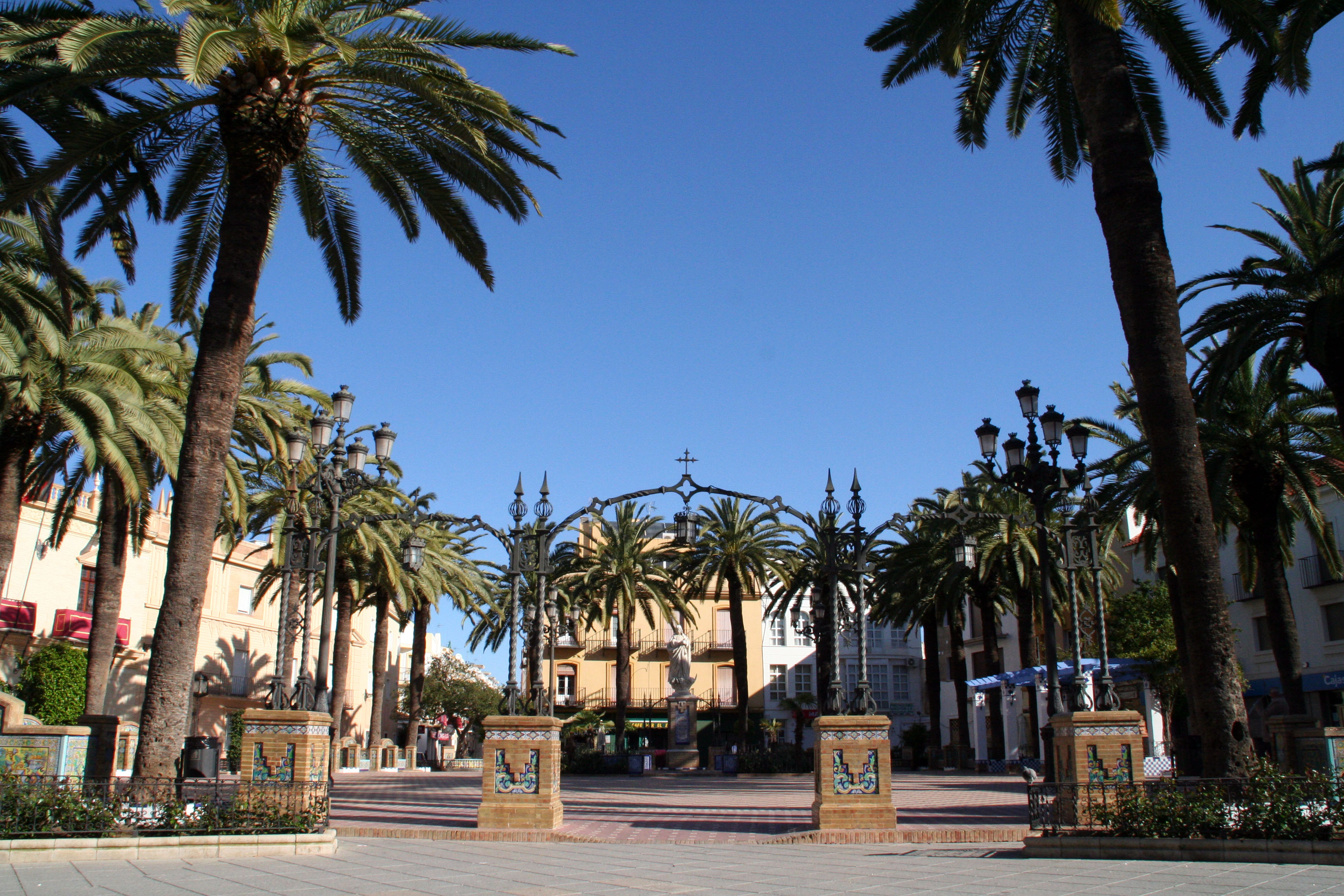
Plaza de la Laguna en Ayamonte

#### Defensas
- Baluarte de las Angustias
- Baluarte de Buscarruidos o de las Flores
- Castillo de Ayamonte
- Torre de Isla Canela
- Hornabeque del Socorro (Castillo de Ayamonte)

#### Lúdicos
- Plaza de Toros de Ayamonte
- Teatro-Cine Cardenio
- Auditorio Amador Jiménez

#### Asistenciales

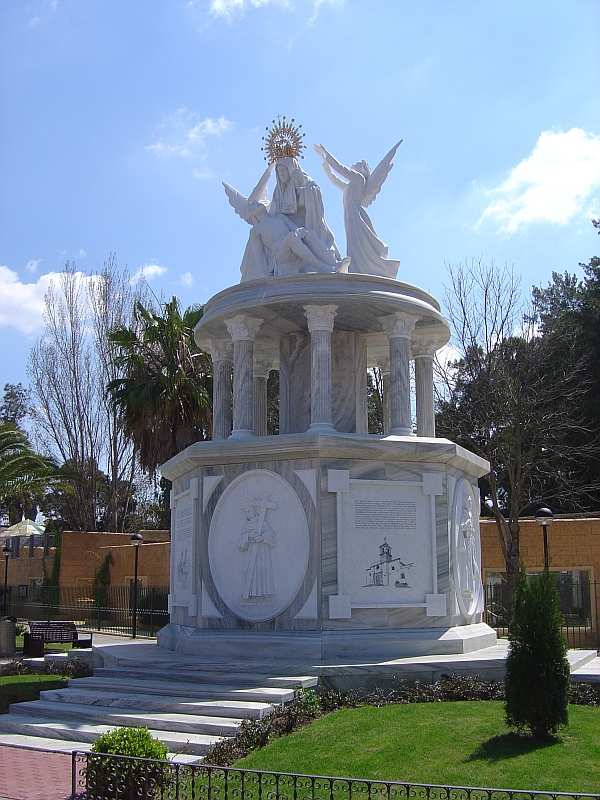
Monumento a la Virgen de las Angustias.

- Casa Cuna de Ayamonte

#### Servicio Público
- Ayuntamiento de Ayamonte
- Casa Grande de Ayamonte
- Puente Internacional de Ayamonte

#### Históricos
- Mausoleo Romano
- Palacio del Marqués de Ayamonte
- Molino de El Pintado

#### Turísticos
- Parador de Ayamonte
- Casa Museo de la Hermandad de la Soledad
- Galería de arte, sala de exposiciones y sede de la Agrupación de Cofradías
- Y algunas estatuas construidas recientemente como: el monumento a la Semana Santa, el monumento a la música, el monumento al aguador y el monumento a la familia.

### Parajes naturales
- Playa de Isla Canela
- Playa de Punta del Moral
- Río Guadiana
- Paraje Natural Marismas de Isla Cristina, de interés biológico. La superficie de este espacio natural protegido está repartida entre los municipios de Ayamonte e Isla Cristina.

## Barrios

### Barrio de la Villa

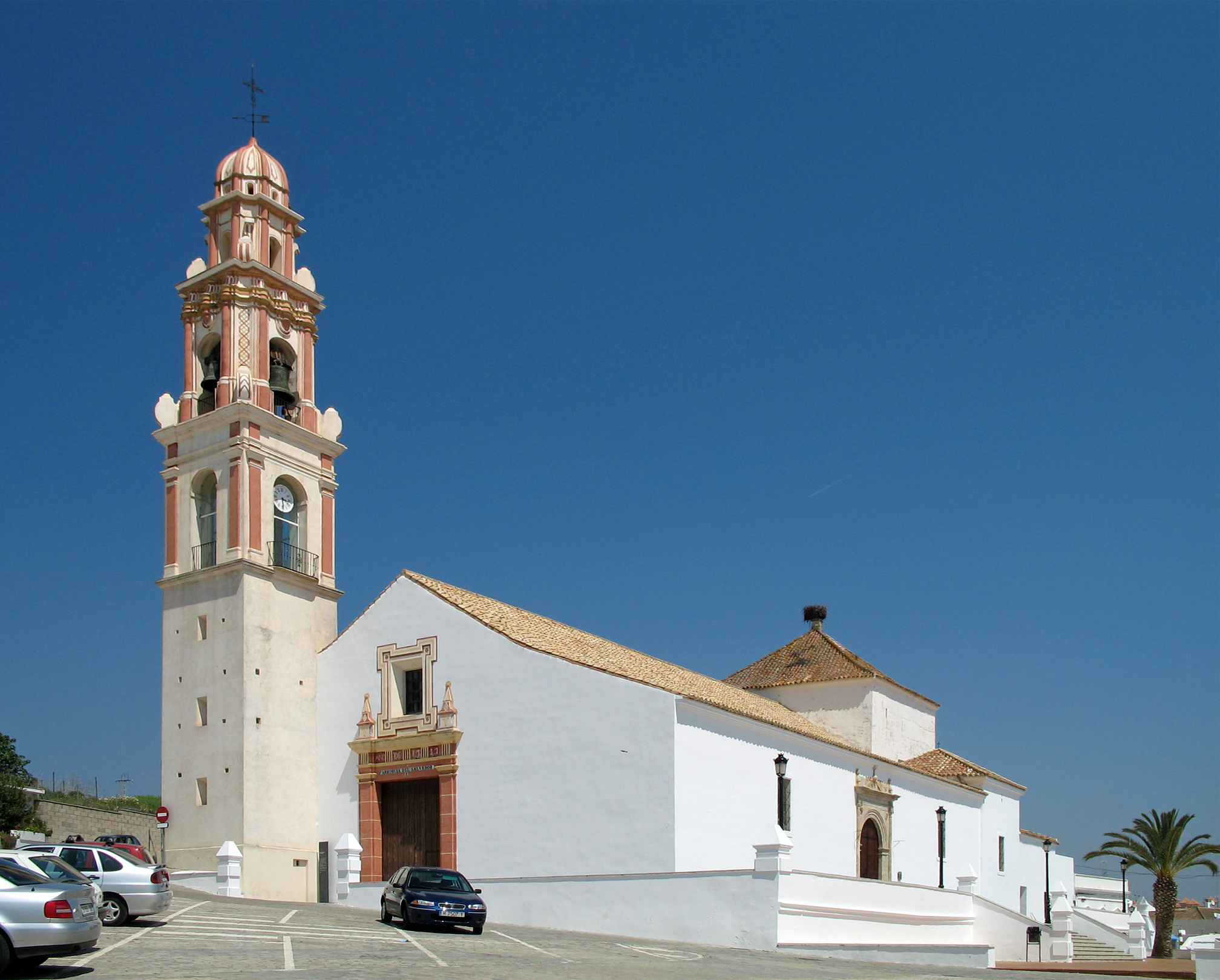
Parroquia del Salvador.

Es el barrio más antiguo de la población, el denominado casco antiguo, con calles muy empinadas y tortuosas, casas bajas de fachadas achaparradas y pintadas con cal, comienza en lo más alto de la ciudad y cae ladera abajo hacia el río. Barrio pintoresco donde cabe destacar sus tres iglesias, El Salvador, San Francisco y San Sebastián, así como la Capilla del Socorro. El pueblo divide este barrio en partes, conociéndose "el Solá" que está al pie de la El Salvador, con sus callejuelas como la "Cuna", "San Sebastián" calle e iglesia y en la parte baja "San Francisco". Además destacar lo que queda del antigo castillo árabe, y la "Casa Cuna" especie de orfanato del siglo XVI, y el antiguo Palacio de los marqueses con el "Patio de la Jabonería" anexo al mismo.

### Barrio de la Ribera

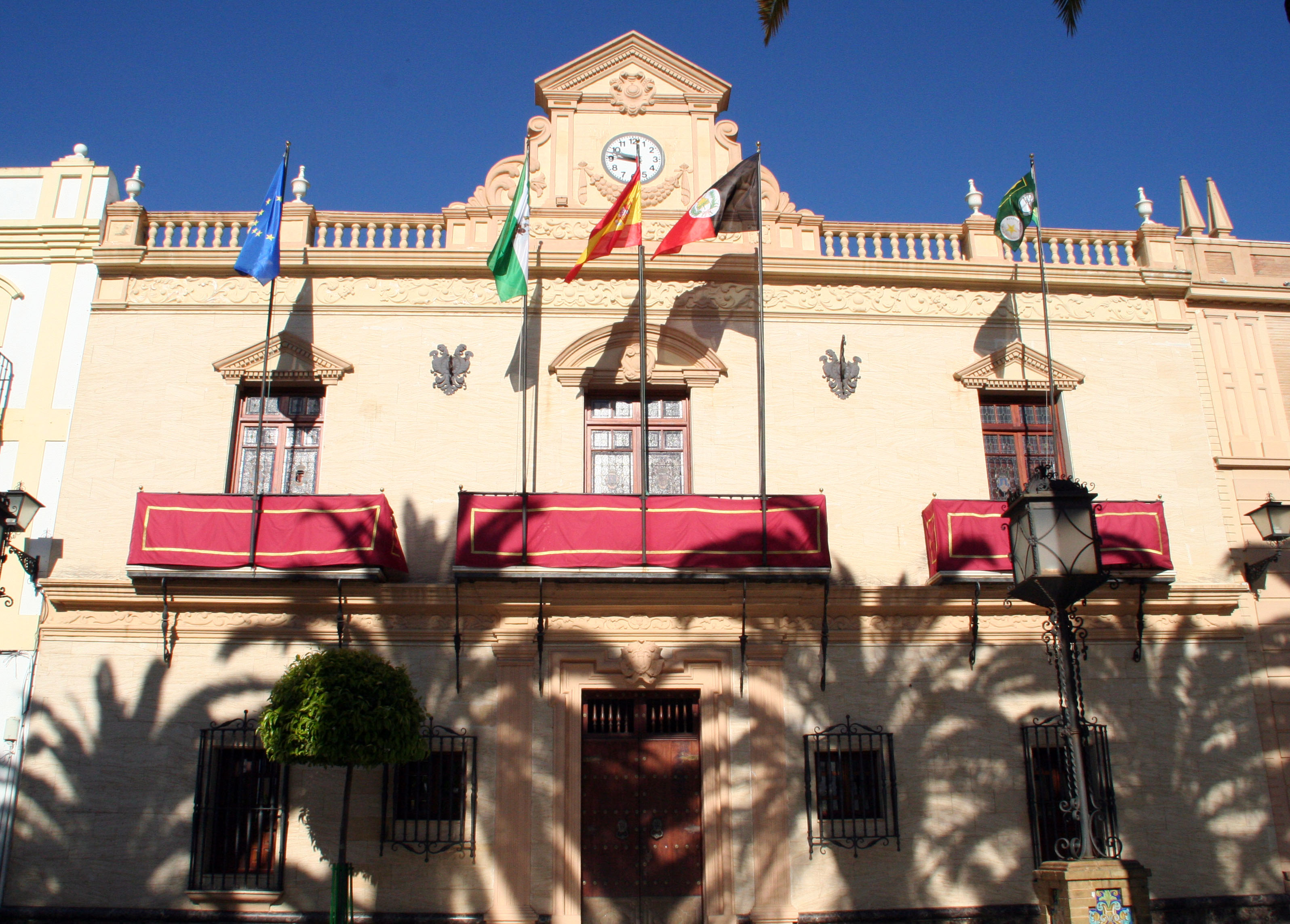
Fachada del Ayuntamiento de Ayamonte en la Plaza de la Laguna.

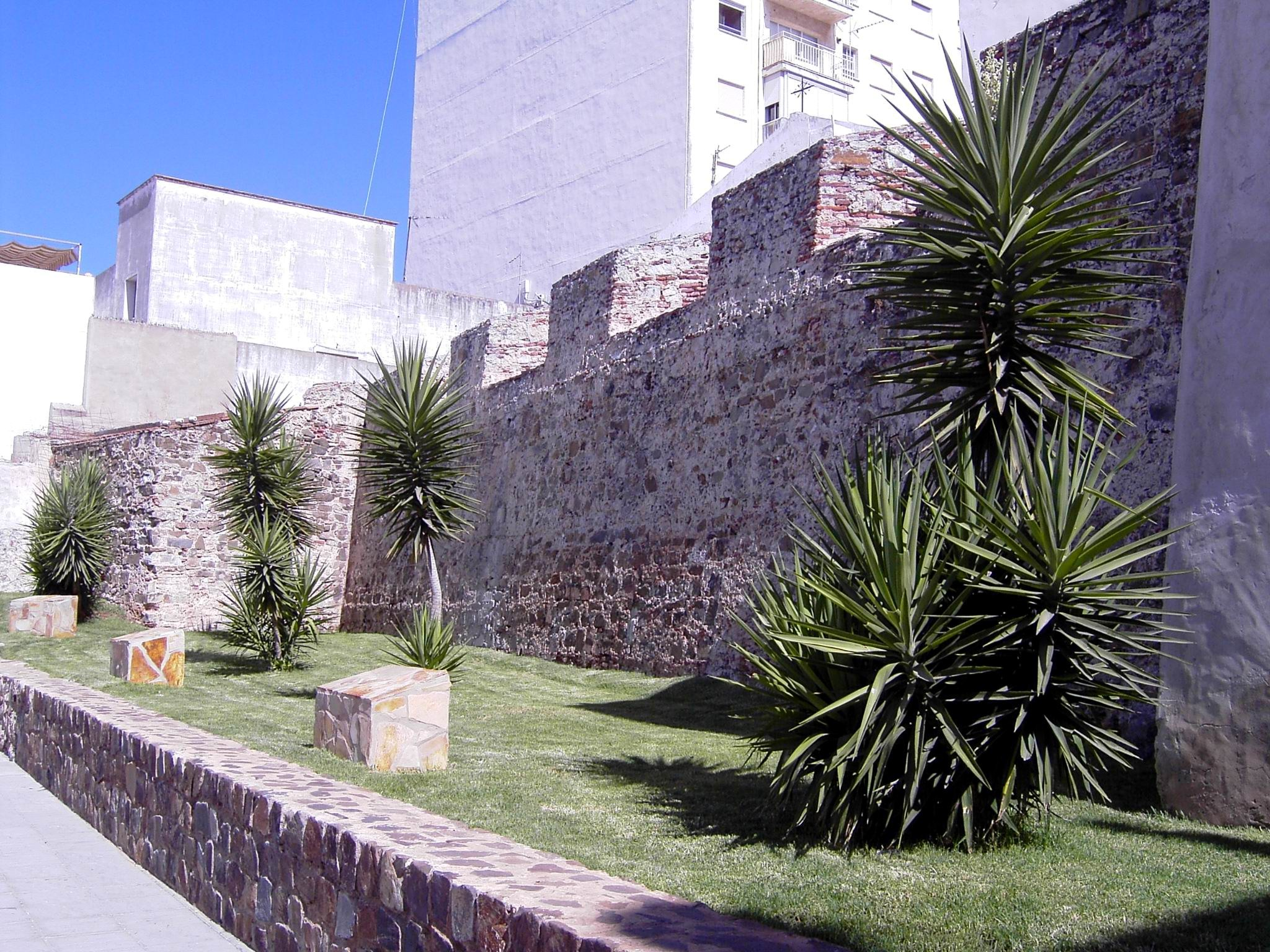
Baluarte de las Angustias.

Finalizada la Villa comienza La Ribera, zona baja y llana que aprovechó el río para ensancharse a principios del siglo XX, constan en ellos edificios muy pintorescos, como la Casa Grande, El Ayuntamiento de Ayamonte, plaza de toros o el convento de las hermanas de Santa Clara, iglesias como San Antonio, las Angustias, la Merced, el cementerio municipal en su parte más alta, o el cine Cardenio entre otros, así como sus plazas y plazuelas. Sus calles son la mezcla de la vieja villa y el barrio nuevo de Santa Gadea, mezclando casas blancas y calles tortuosas, con casonas y calles anchas, como su nombre indica el barrio vive pegado al río.

### "Federico Mayo"
Es una barriada típica de los años 1950, donde se hicieron casas para marineros con pocos recursos y sus familias, así como viviendas del antiguo Instituto de la Vivienda franquista, barrio en constante cambio debido sobre todo al boom inmobiliario sufrido por la ciudad que ha cambiado la fisonomía de muchos puntos, como es el caso de esta barriada. Destaca la agrupación de viviendas "Federico Mayo", viviendas bajas con techo de tejas construidas alrededor de un paseo central y al cual se accede a través de unas arcadas confiriéndole singularidad. Este barrio desemboca en la avenida de Andalucía verdadera puerta de entrada a la ciudad y división entre el Ayamonte antiguo y su ensanche. Se mantiene la antigua estación de ferrocarril, hoy convertida en estación de autobuses.

### Salón de Santa Gadea
Auténtico ensanche de la población, zona típica de los años 1970, con bloques de viviendas y calles anchas y asfaltadas, barrio en constante evolución, donde cabe destacar el parque de la ciudad, antes zoológico (hasta 2019), así como que en él se reúnen los centros sociales, médicos y deportivos de la ciudad, estando en el mismo además la biblioteca pública, siendo este barrio en último del "área metropolitana" y separado por un brazo de río de la parte de Isla Canela. En este enclave se celebra la tradicional hoguera de San Juan cada 23 de junio en la barriada Guadiana desde hace más de cuarenta años, realizado por los vecinos y la Asociación Cultural del barrio.

### Barriada de Canela y Punta del Moral
Forman los dos núcleos de población de Isla Canela, barrios con un claro sabor marinero. Sus gentes son gentes del mar, amables y conversadores, conocedores de los secretos del río y del mar. Estos barrios han sabido unir las tradiciones marineras con el auge del turismo. Cabe destacar las ermitas del Carmen en Canela y de San Antonio en Punta del Moral, así como una torre vigía del siglo XV y un mausoleo romano, además de su singular belleza paisajística. También destaca su gastronomía, principalmente pescados (navajas, coquinas...) Paisajes destacados como la desembocadura del río Guadiana en Canela.

### Pozo del Camino
Al igual que Punta del Moral y Canela, Pozo del Camino es una entidad local, situado a unos 10 km de Ayamonte, tiene la peculiaridad que se halla dividido administrativamente entre los ayuntamientos de Ayamonte e Isla Cristina. Localidad agrícola-ganadera que actualmente tiene en desarrollo urbanizaciones por parte de ambos ayuntamientos convirtiéndose en una pequeña ciudad dormitorio preeminentemente de trabajadores isleños donde se disfruta de un ambiente más tranquilo que en sus respectivos núcleos principales.

## Calles y plazas
- Paseo de la Ribera
- Plaza de la Laguna
- Plaza del Salvador

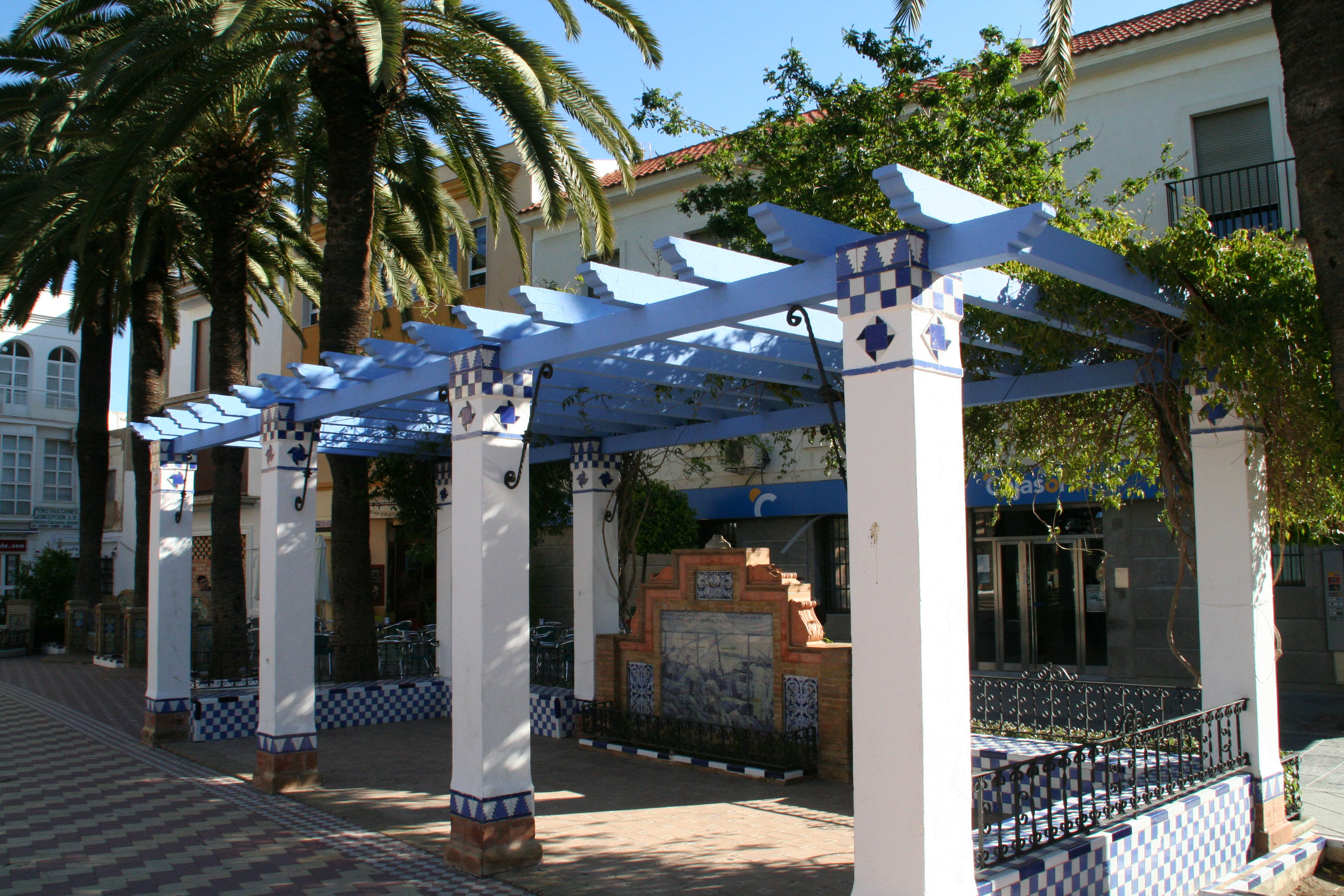
Pérgola en la Plaza de la Laguna que encuadra el Azulejo representando el cuadro "Ayamonte" de Sorolla.

- Calle Real (Calle Cristóbal Colón)
- Calle Galdames
- Plaza de la Lota
- Plaza León Ortega

## Localismos
Ayamonte en particular y la provincia de Huelva en general, como muchas otras zonas de la península ibérica, ha sufrido un enorme trasiego de culturas y civilizaciones; gracias a ello se ha ido formando un habla peculiar que ha ido recogiendo partes de unos y de otros, creándose unos localismos que están extendidos por casi toda la provincia, algunos incluso por Andalucía. Pero debido al especial enclave de la ciudad de Ayamonte, su cercanía a la vecina Portugal, el tránsito tras el descubrimiento de emigrantes de América y que hasta finales del siglo XIX, abundaban los inmigrantes venidos desde Cataluña, y tierras valencianas, ha hecho que se fueran formando o deformando palabras y vocablos que hoy en día se han convertido en parte fundamental del habla de esta zona.

## Gastronomía

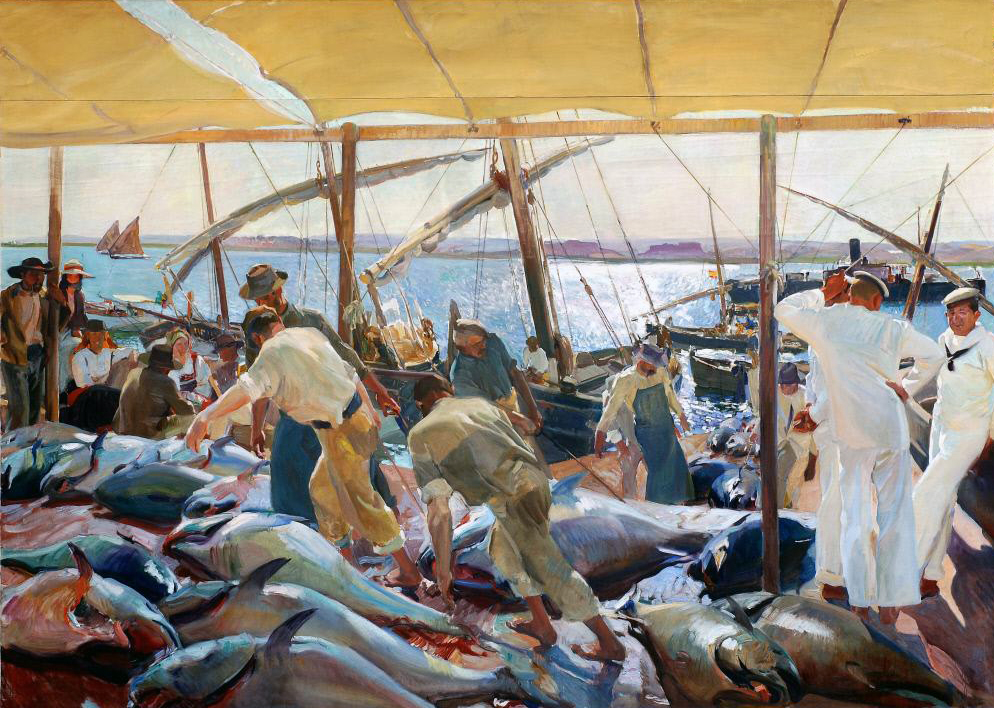
Ayamonte (1919). Pesca del atún. Joaquín Sorolla.

Ayamonte destaca en general por su gastronomía marítima, con una fuerte industria conservera y de salazón, así como por el marisco. Entre sus platos más típicos se encuentran: 
- Raya en pimentón.
- Atún a la ayamontina.
- Choco a la ayamontina.
- Sardinas asadas.
- Pescaito frito. Salmonetes, acedías, boquerones.
- Marisco (gamba blanca "de Huelva", pulpo aliñado, chocos fritos, coquinas, puntillitas).
- Mojama de atún.
- Como postre o dulce principal, se pueden mencionar la "coca" y el cabello de ángel.

Destaca la industria conservera de Ayamonte. Las conservas de pescado, en especial las "caballas" destacan por su sabor y calidad.

## Fiestas

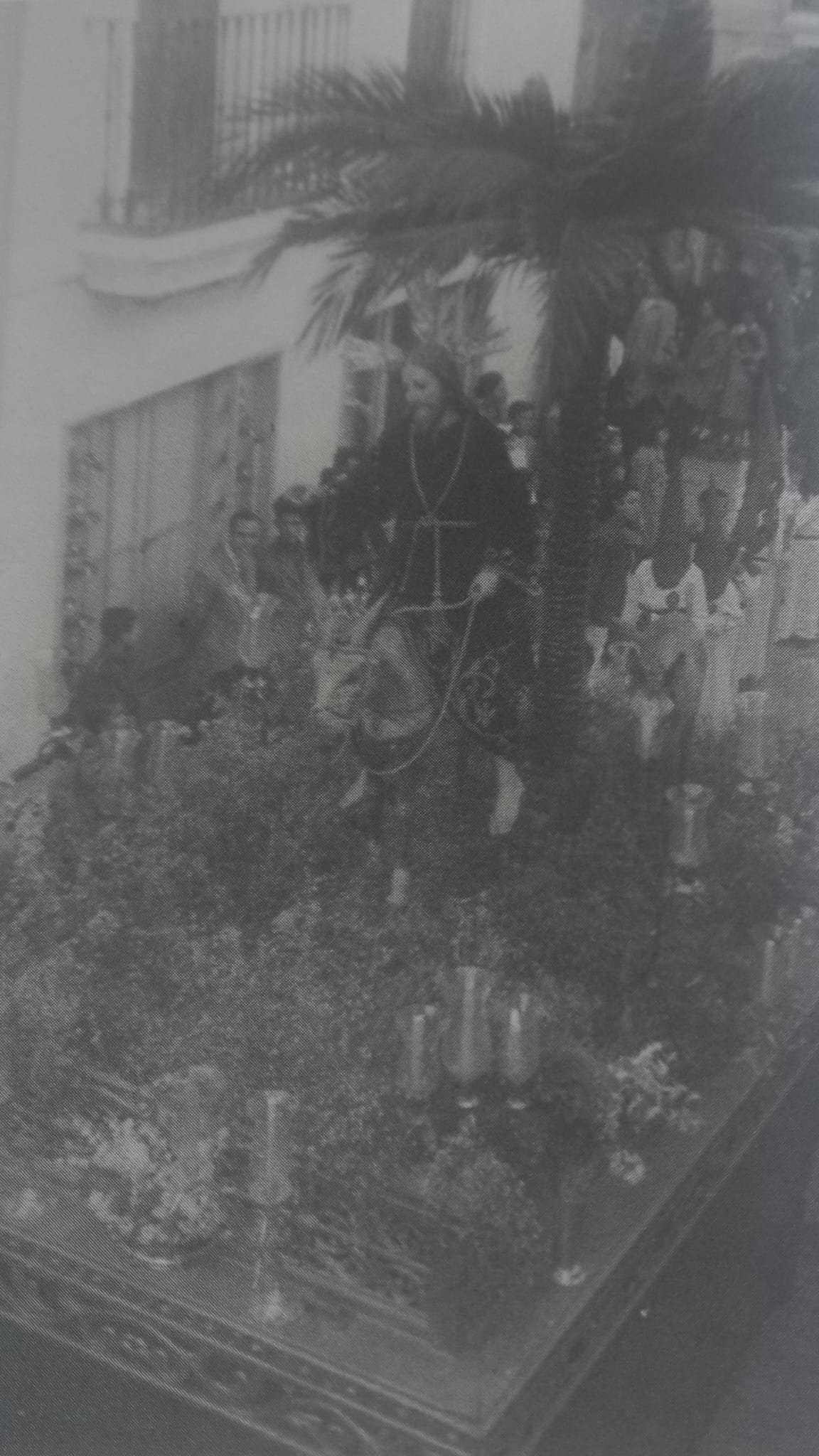
Procesión del Domingo de Ramos en Ayamonte a mediados del.

- Semana Santa. Declarada de Interés Turístico Nacional de Andalucía desde 1999.
- Carnaval de Ayamonte.
- Romería de la Cruz de Mayo.
- Fiestas de San Antonio de Padua en Punta del Moral. Fin de semana del 13 junio.
- Hoguera de San Juan en el Salón de Santa Gadea, programada por la Asociación de Vecinos desde los años 60. (23 de junio.)
- Fiestas en honor a la Virgen del Carmen en la barriada de Canela. Fin de semana más cercano al 16 de julio.
- Fiestas del Salvador. Primera semana de agosto.
- Fiestas de Nuestra Señora de las Angustias (Ayamonte), patrona de la ciudad, cuya festividad se celebra el 8 de septiembre.
- San Diego de Alcalá, patrón de la ciudad. 13 de noviembre.

## Patrón

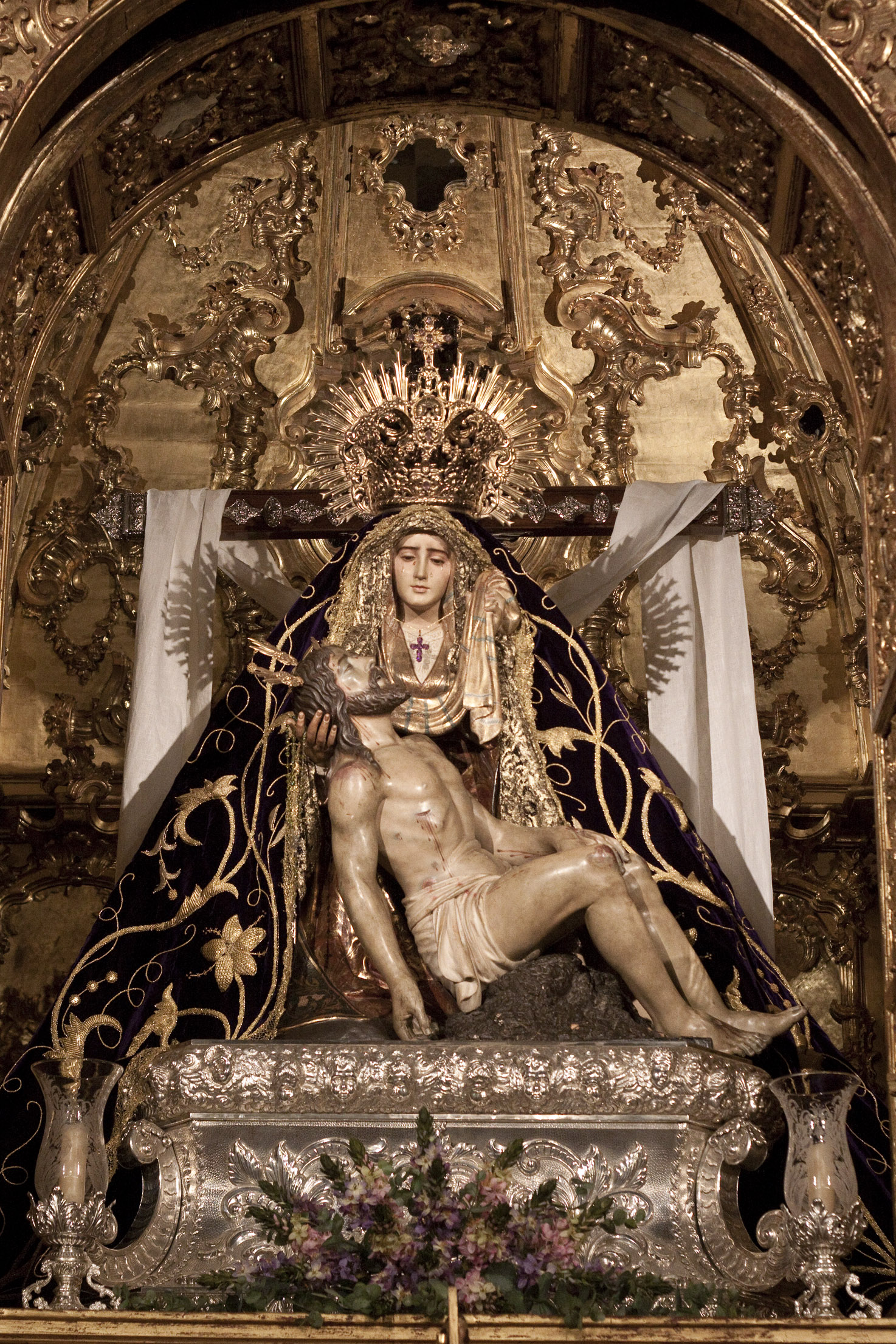
Imagen de Nuestra Señora de las Angustias, patrona de Ayamonte.

- Nuestra Señora de las Angustias
- San Diego de Alcalá